# スロープカー

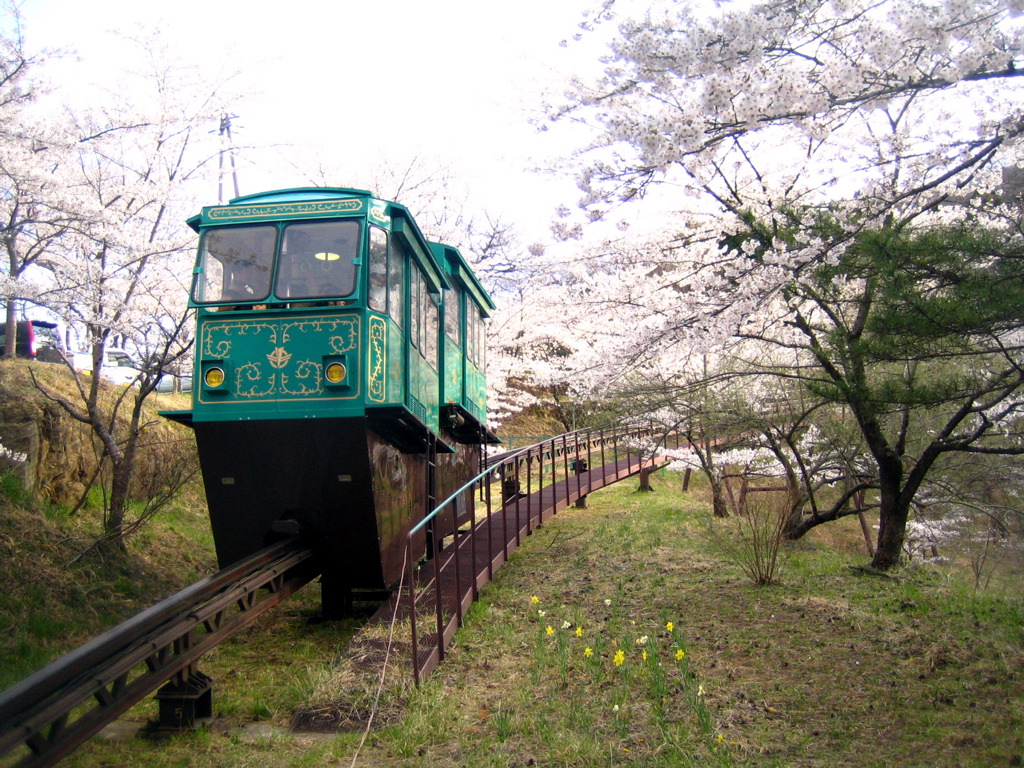
船岡城址公園のスロープカー（宮城県柴田町）

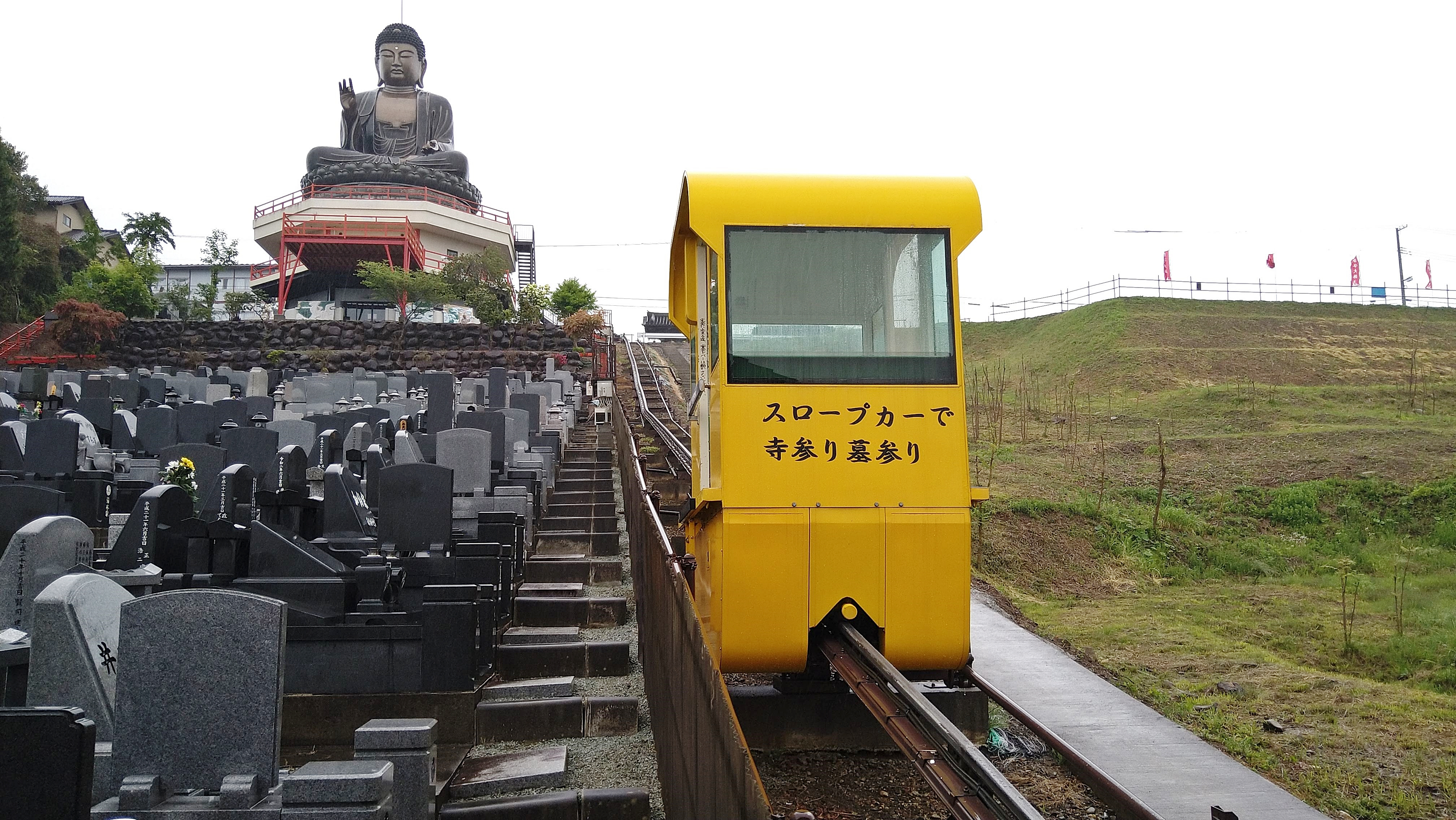
佛國寺の愛子大仏と「ナムナム号」（仙台市青葉区）

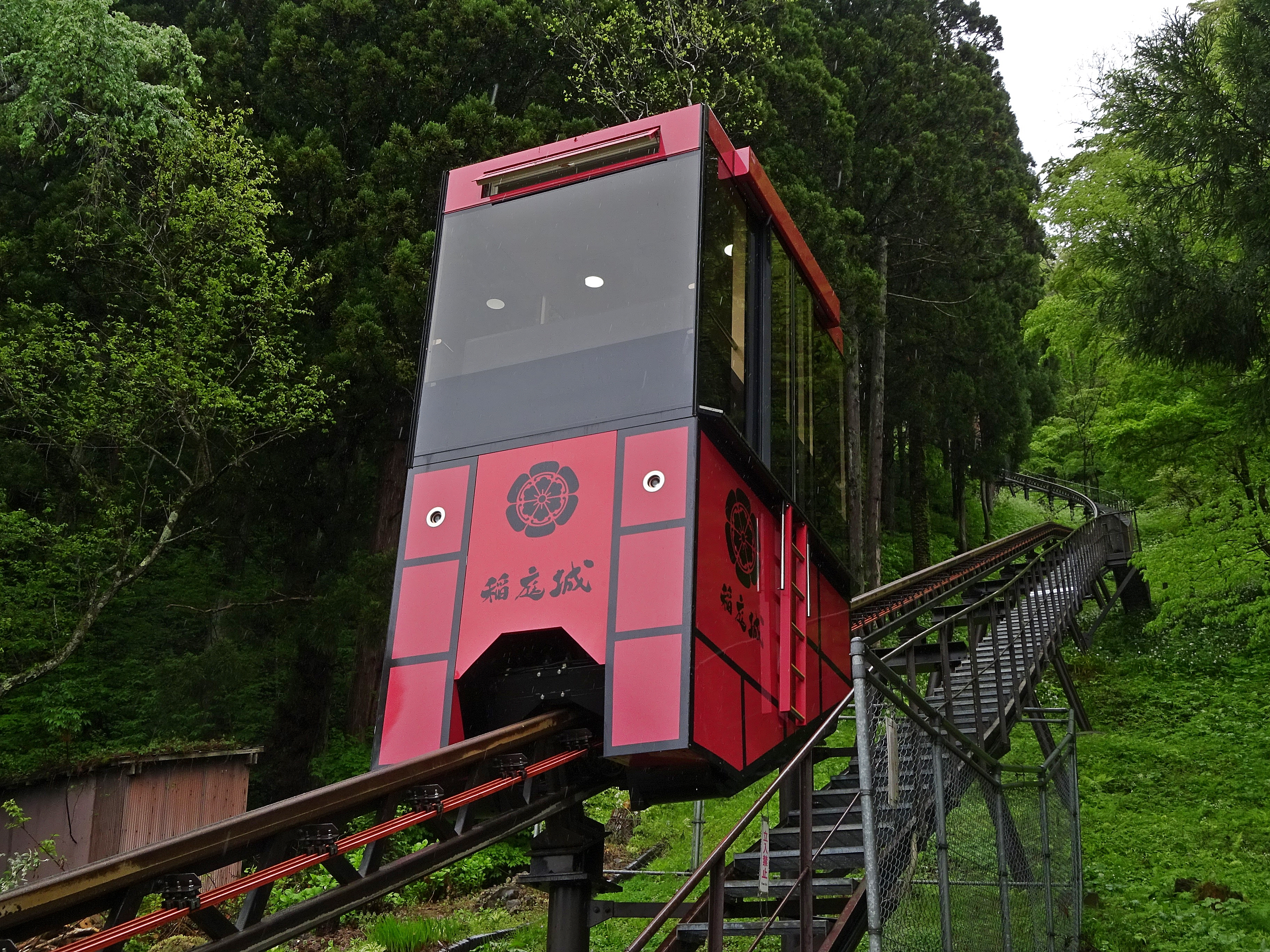
稲庭城のスロープカー（秋田県湯沢市）

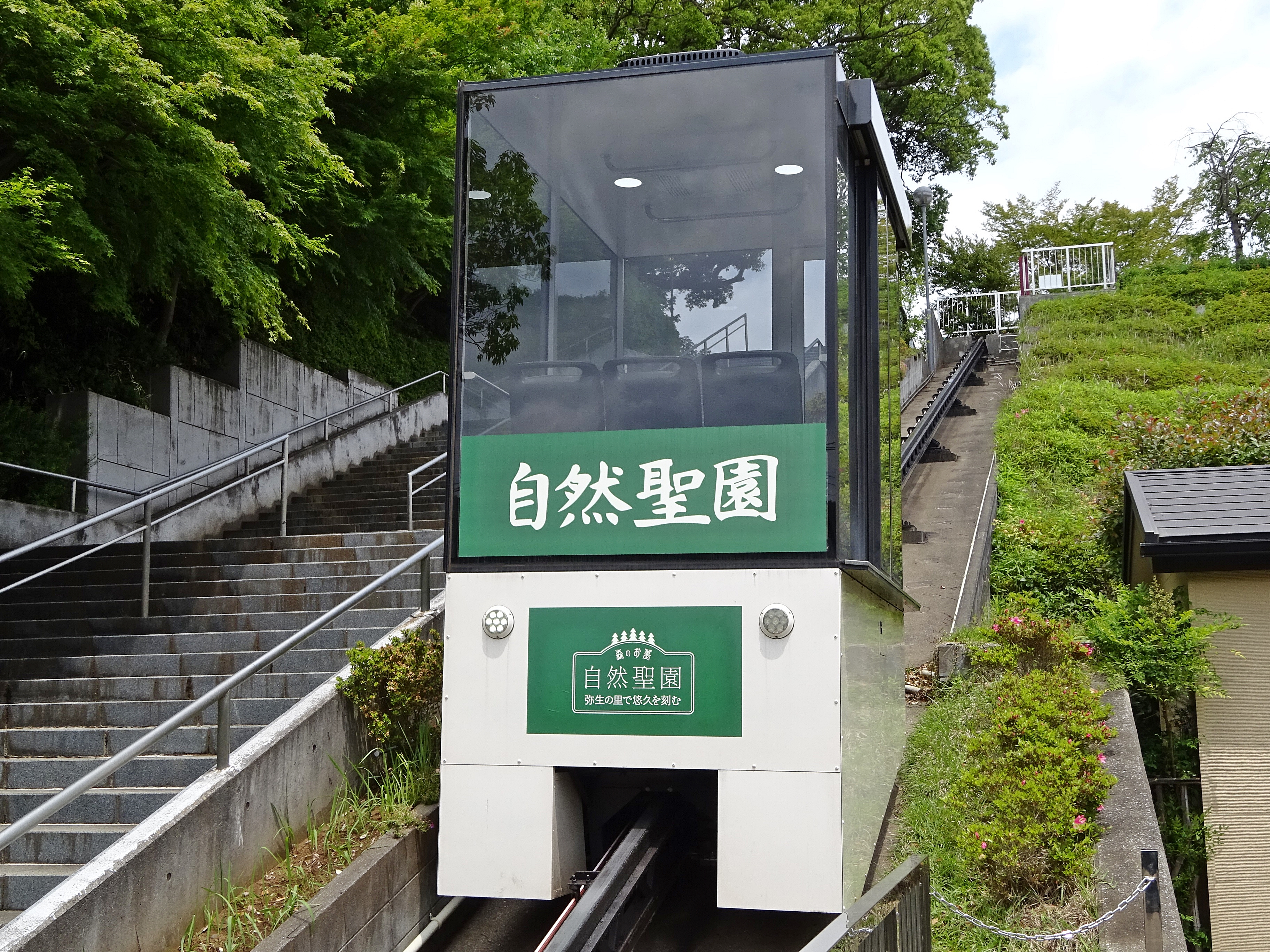
弥生の里・自然聖園（千葉県鎌ケ谷市）

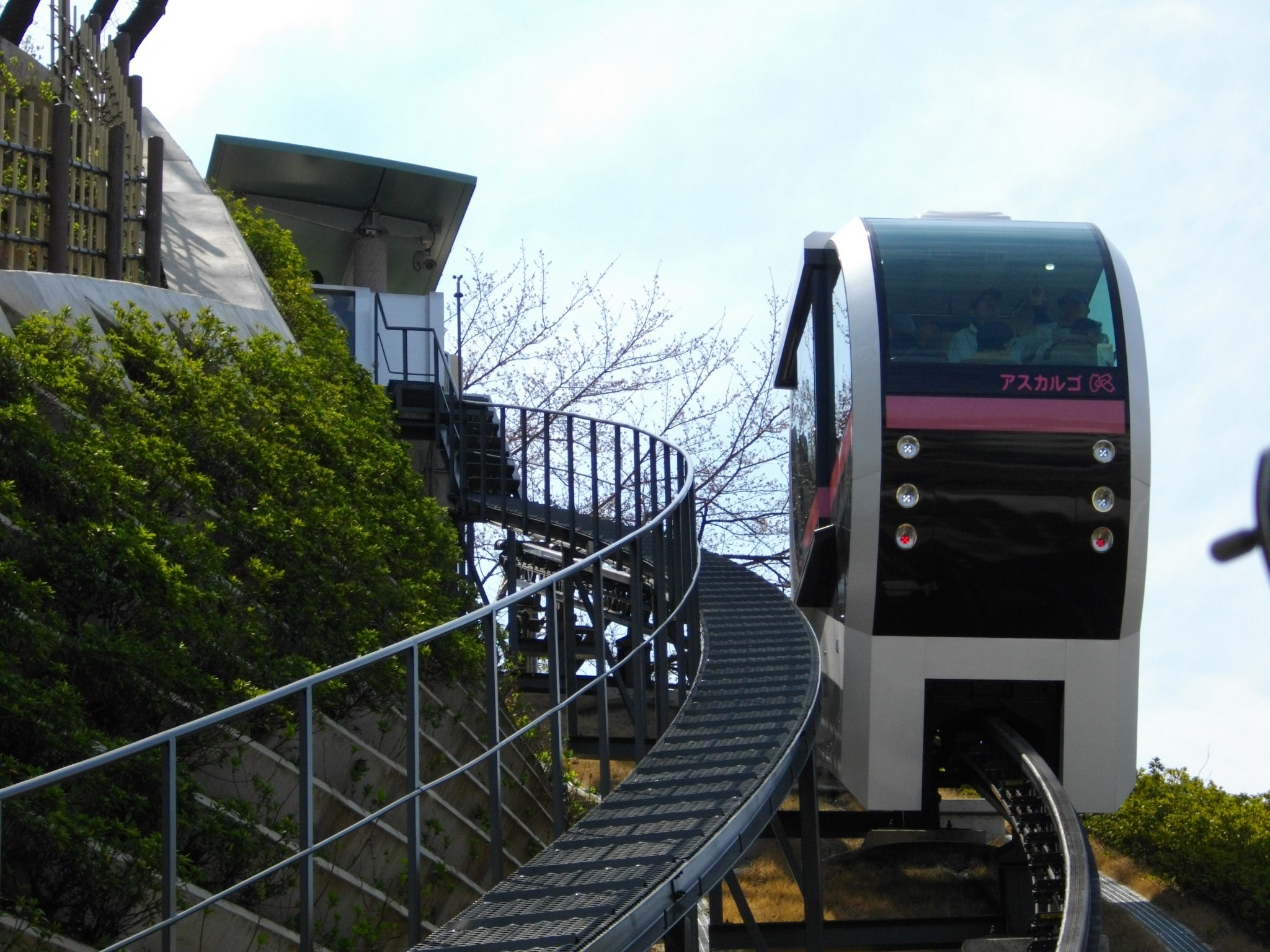
飛鳥山公園の「アスカルゴ」（東京都北区）

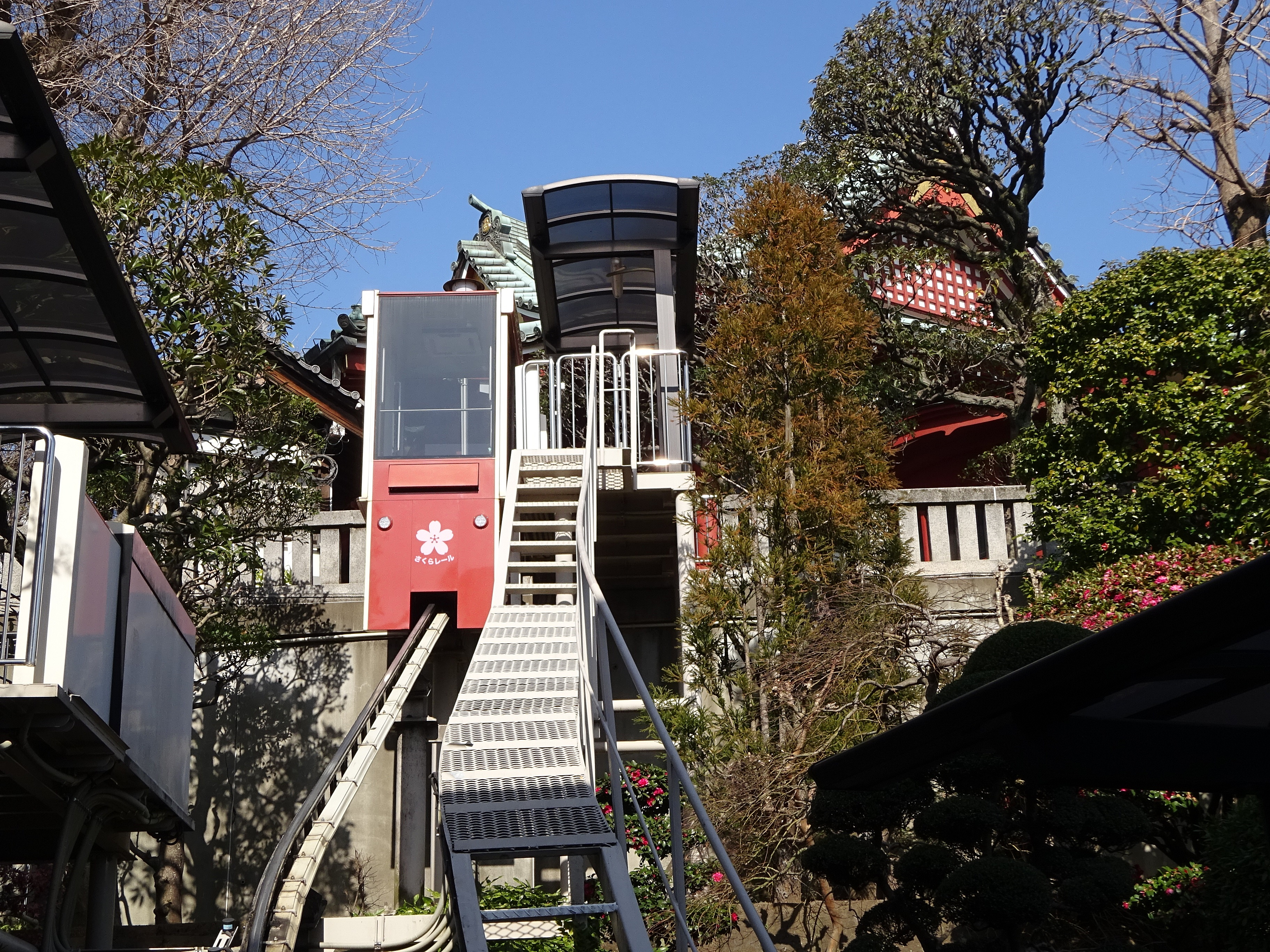
本龍院の「さくらレール」（東京都台東区）

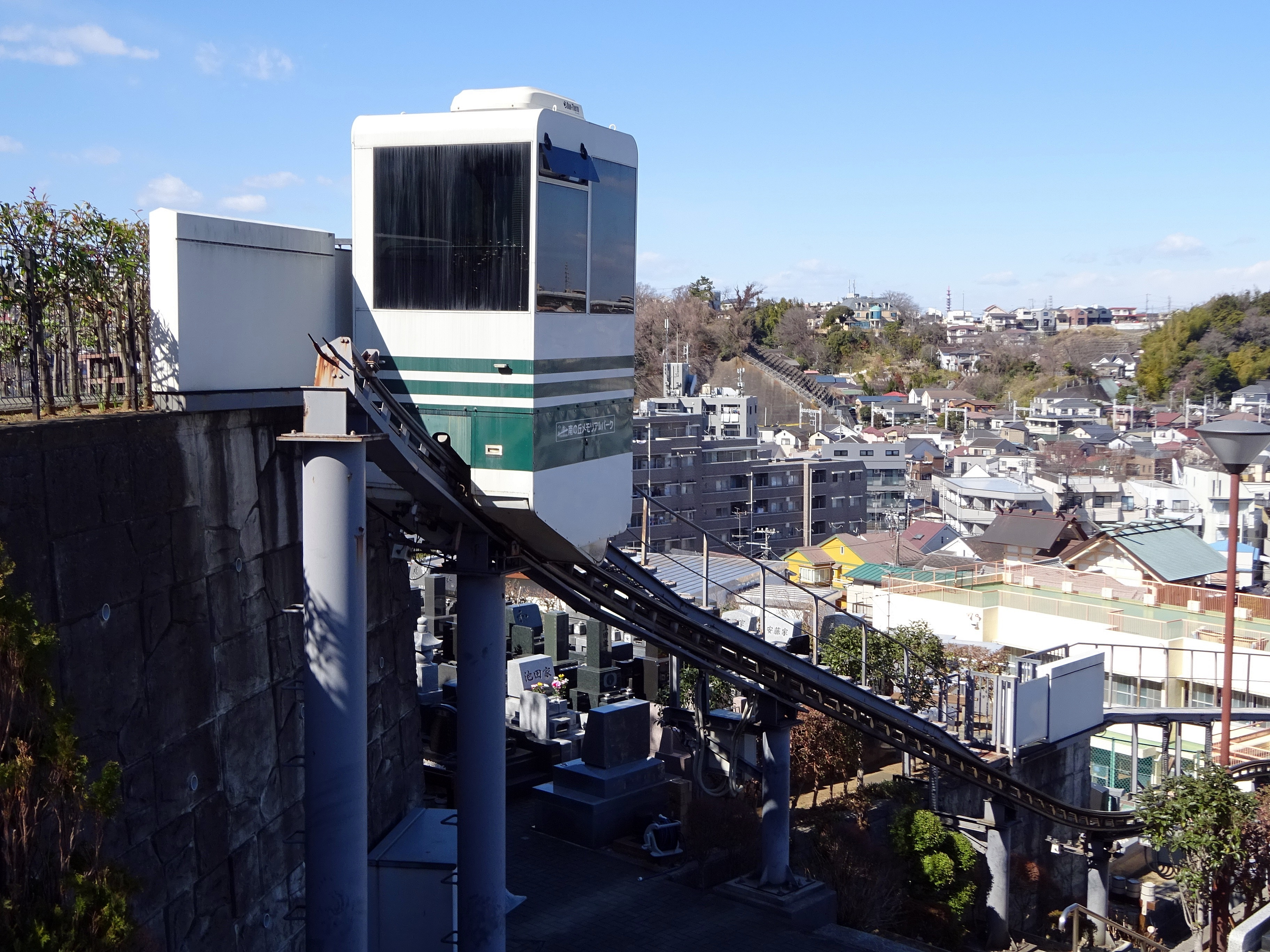
南の丘メモリアルパーク（横浜市南区）

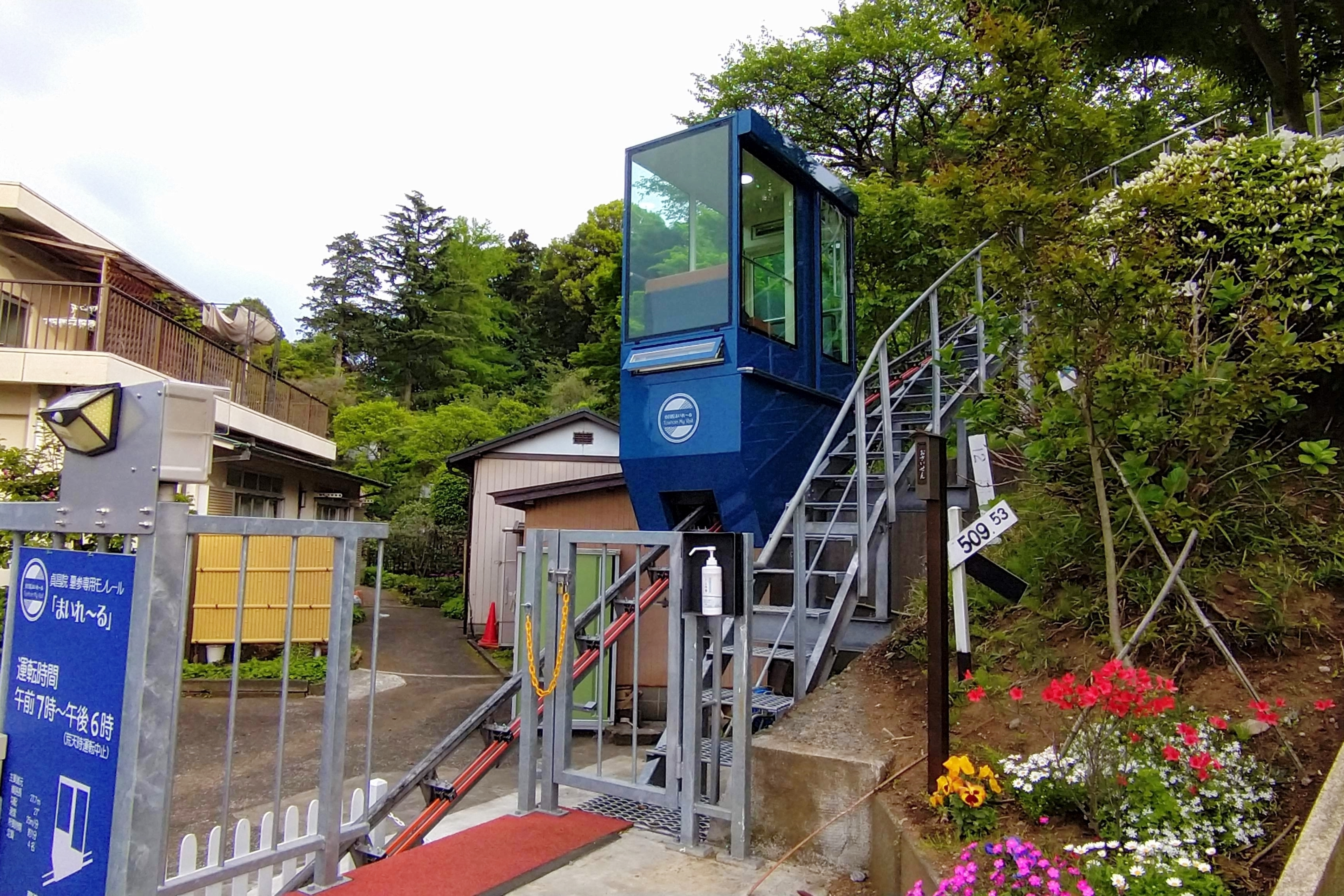
貞昌院の「まいれ～る」（横浜市港南区）

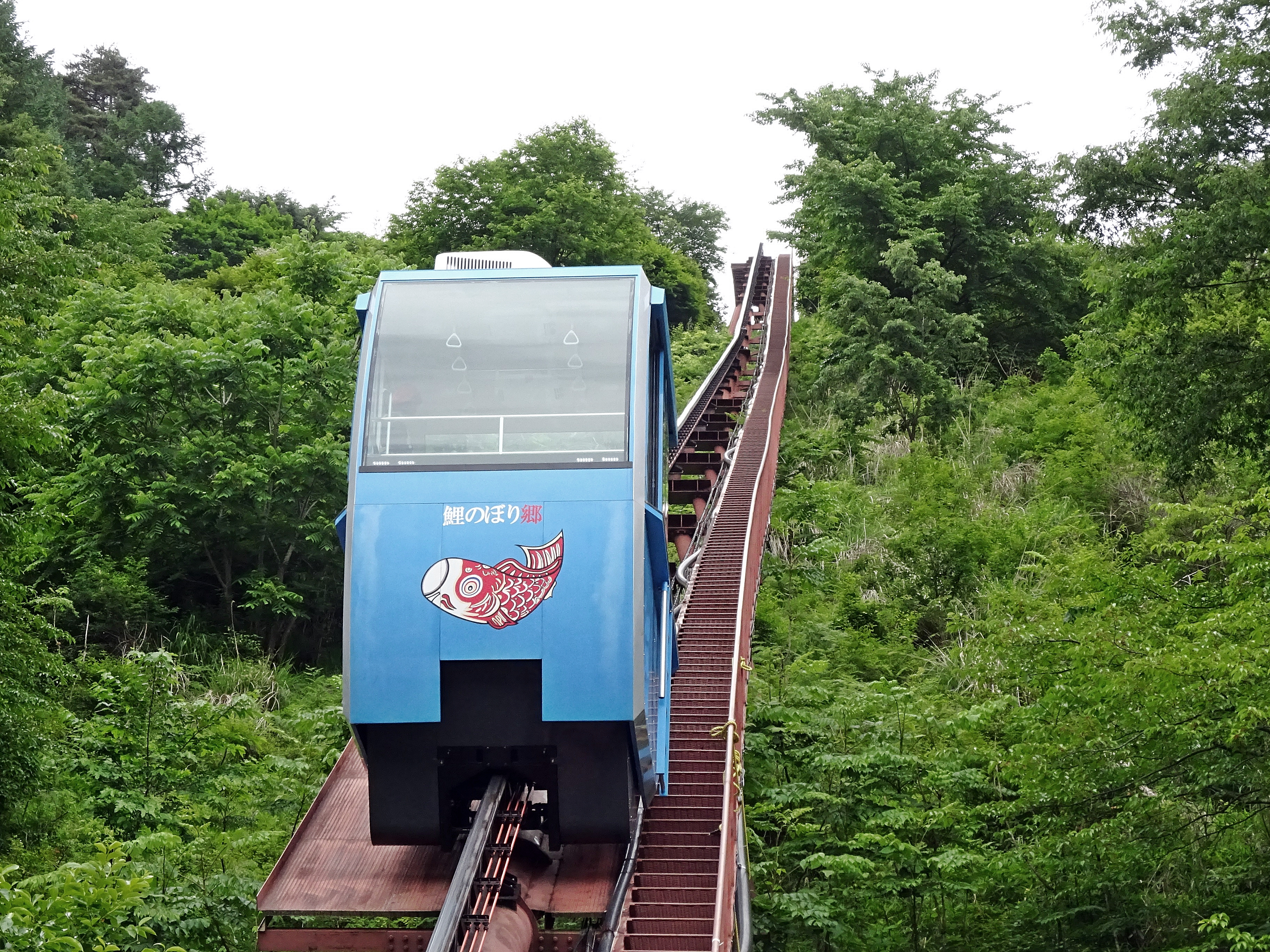
南八ヶ岳花の森公園の「こいのぼり号（鯉のぼり郷）」（山梨県北杜市）

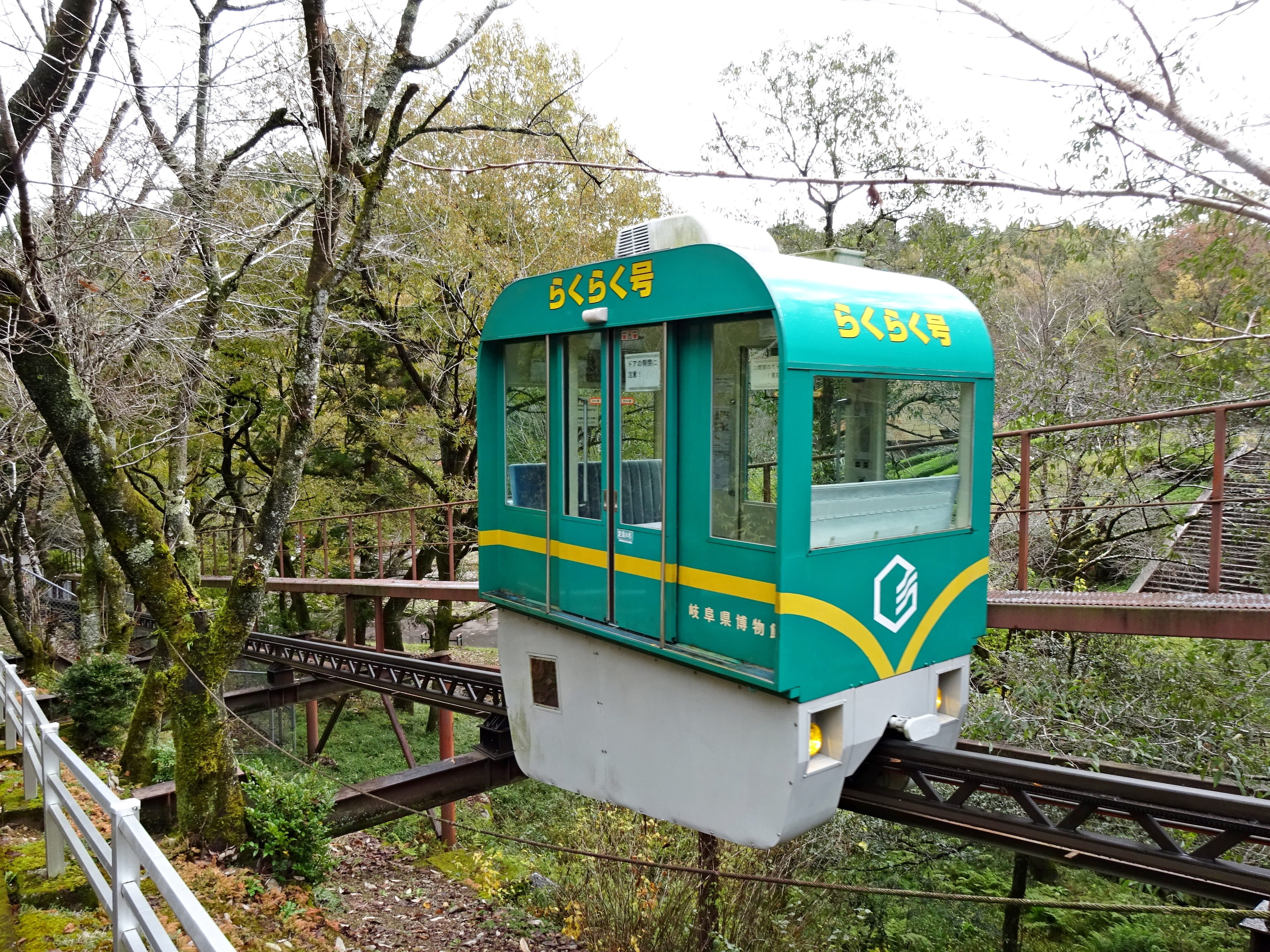
岐阜県百年公園のらくらく号（岐阜県関市）

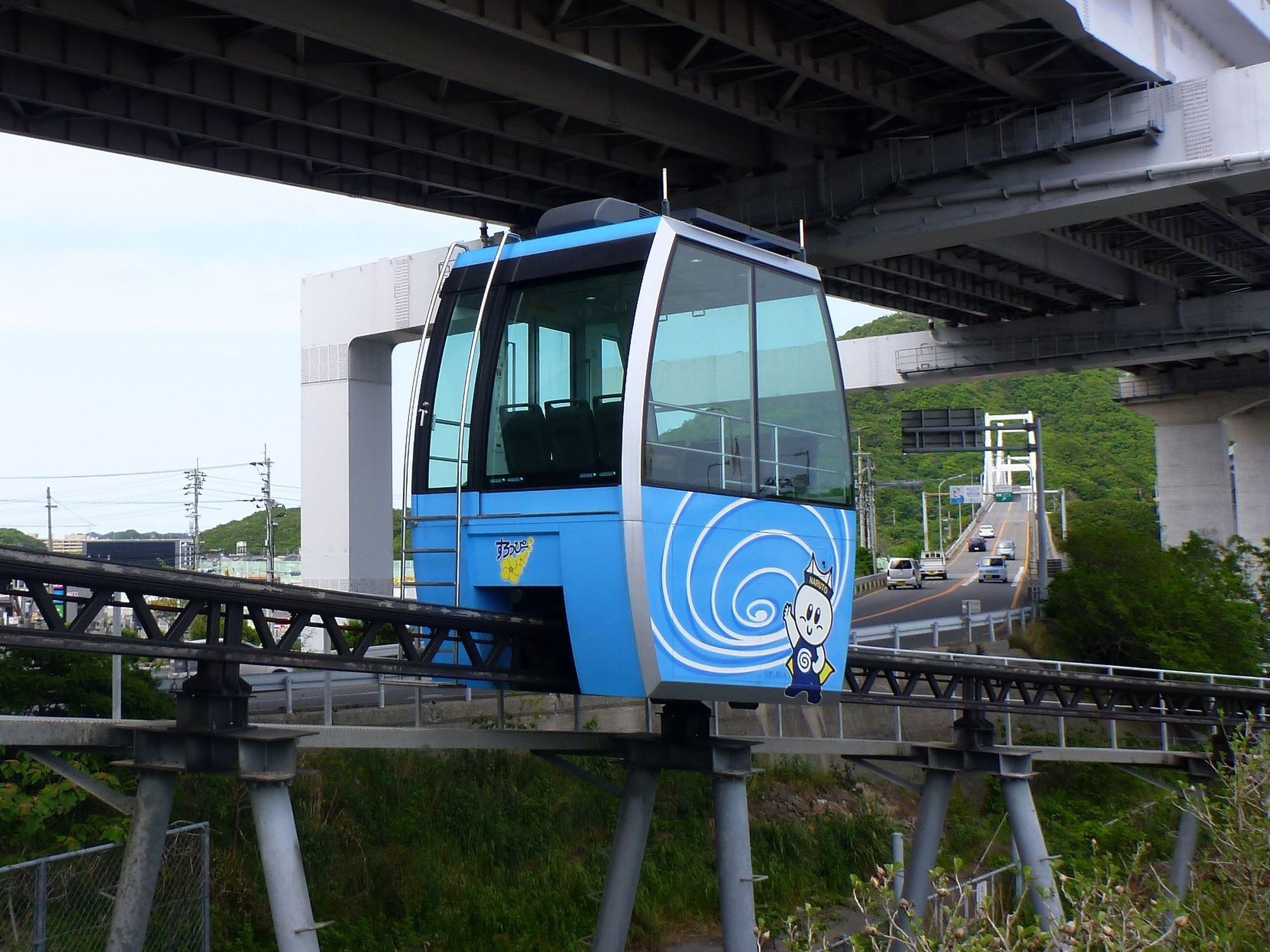
高速鳴門バスストップ「すろっぴー」（徳島県鳴門市）

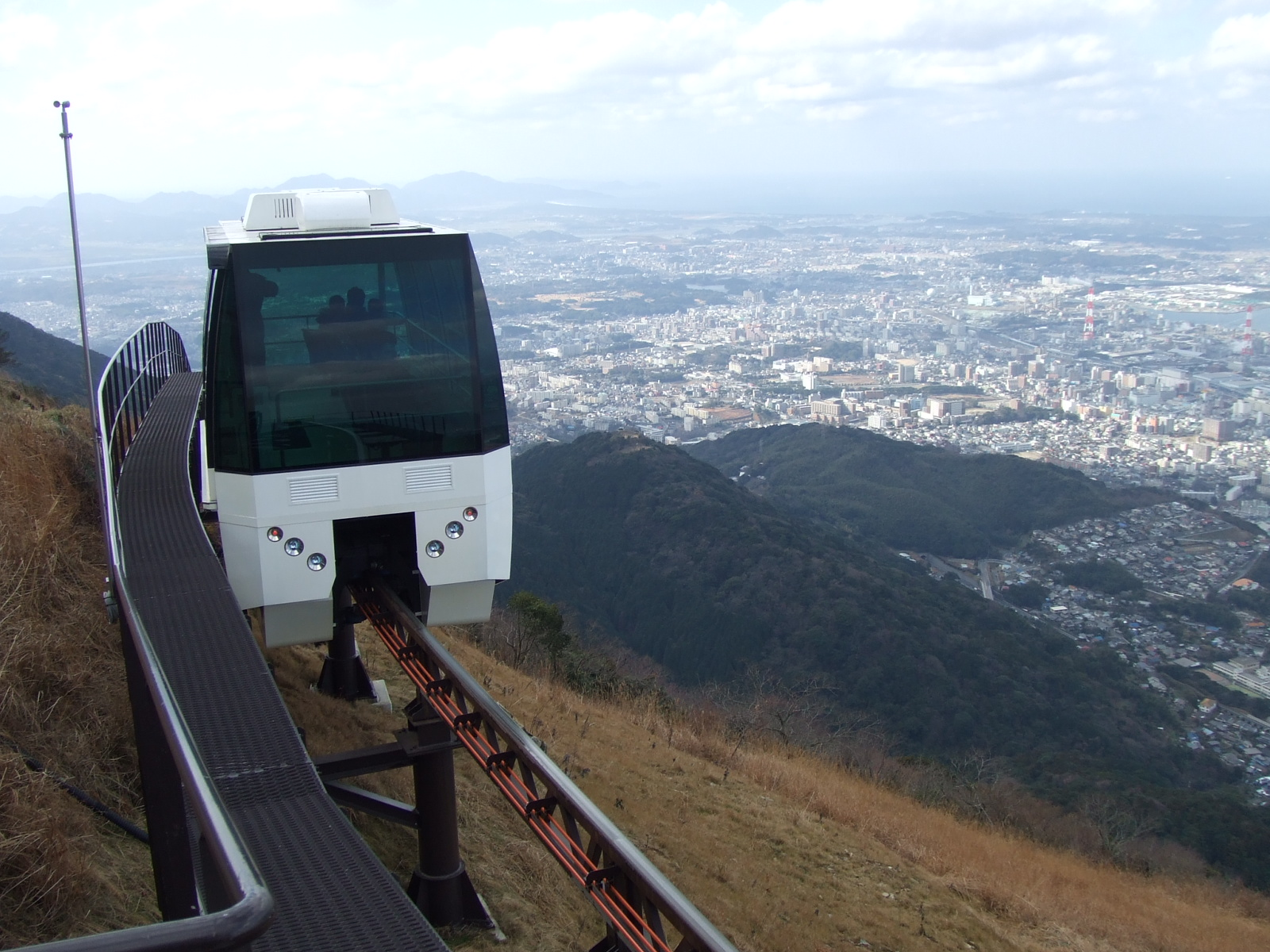
皿倉山スロープカー（福岡県北九州市）

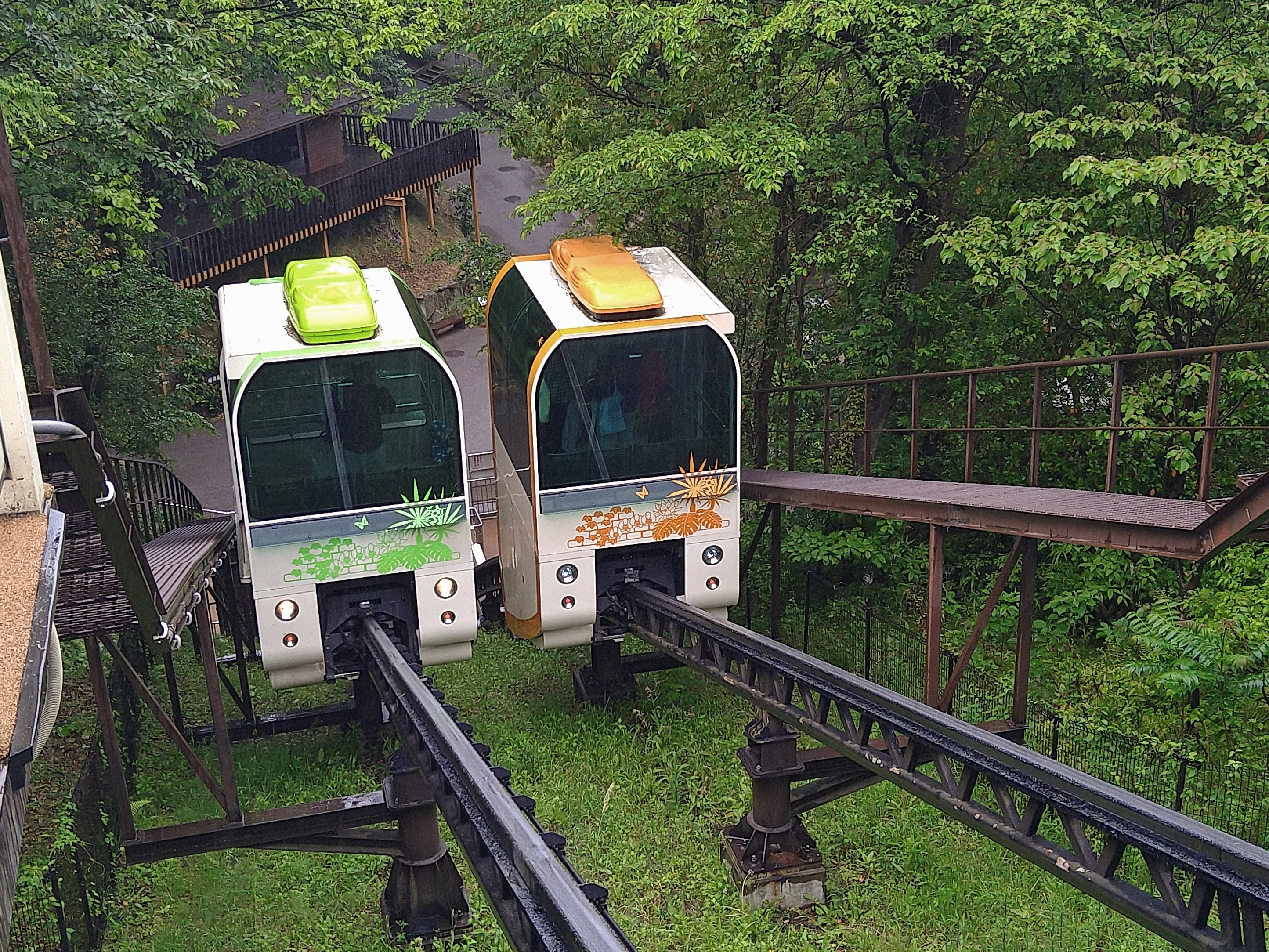
福岡市動植物園のスロープカー（福岡県福岡市）

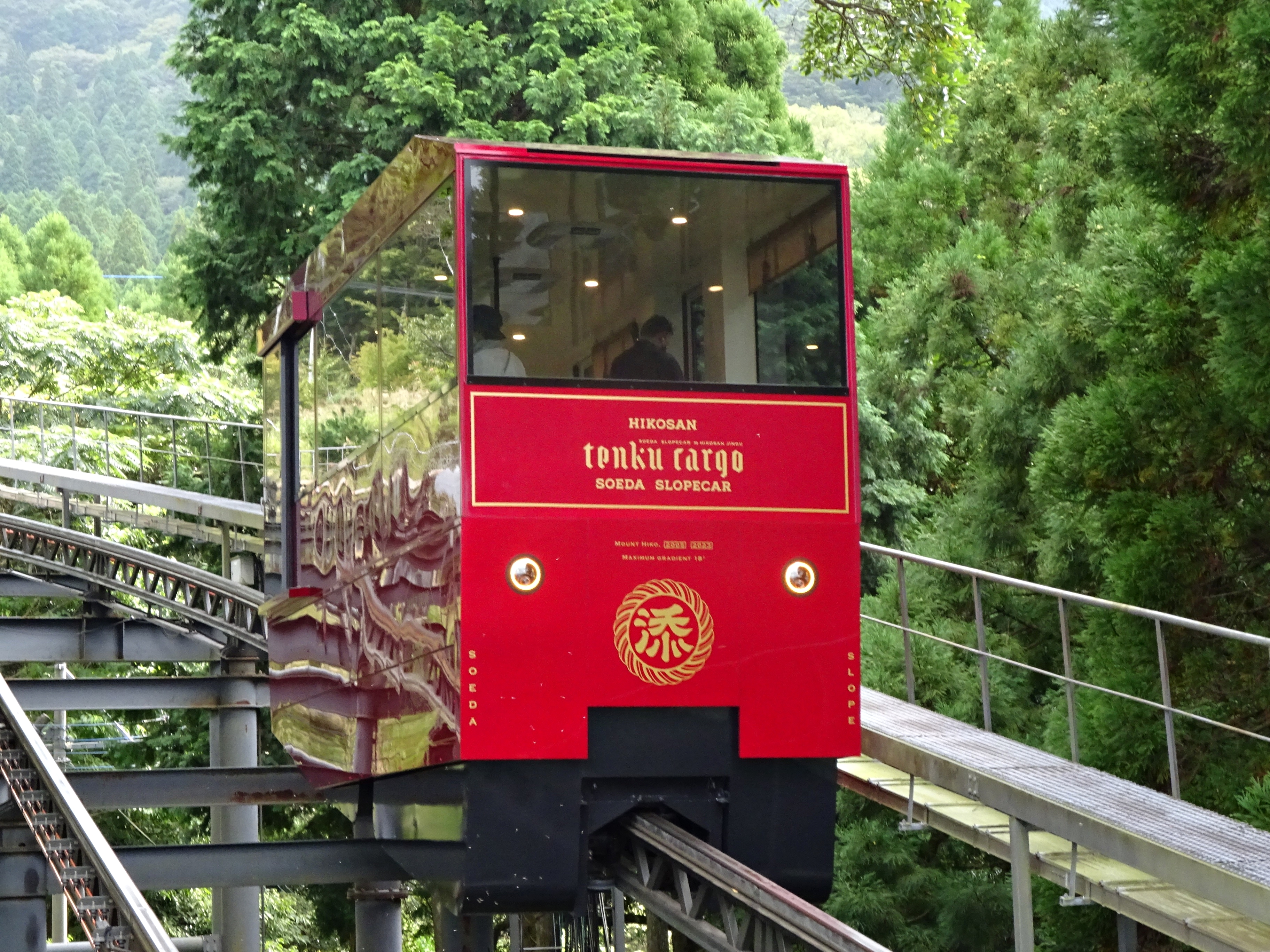
英彦山花園のスロープカー（福岡県添田町）

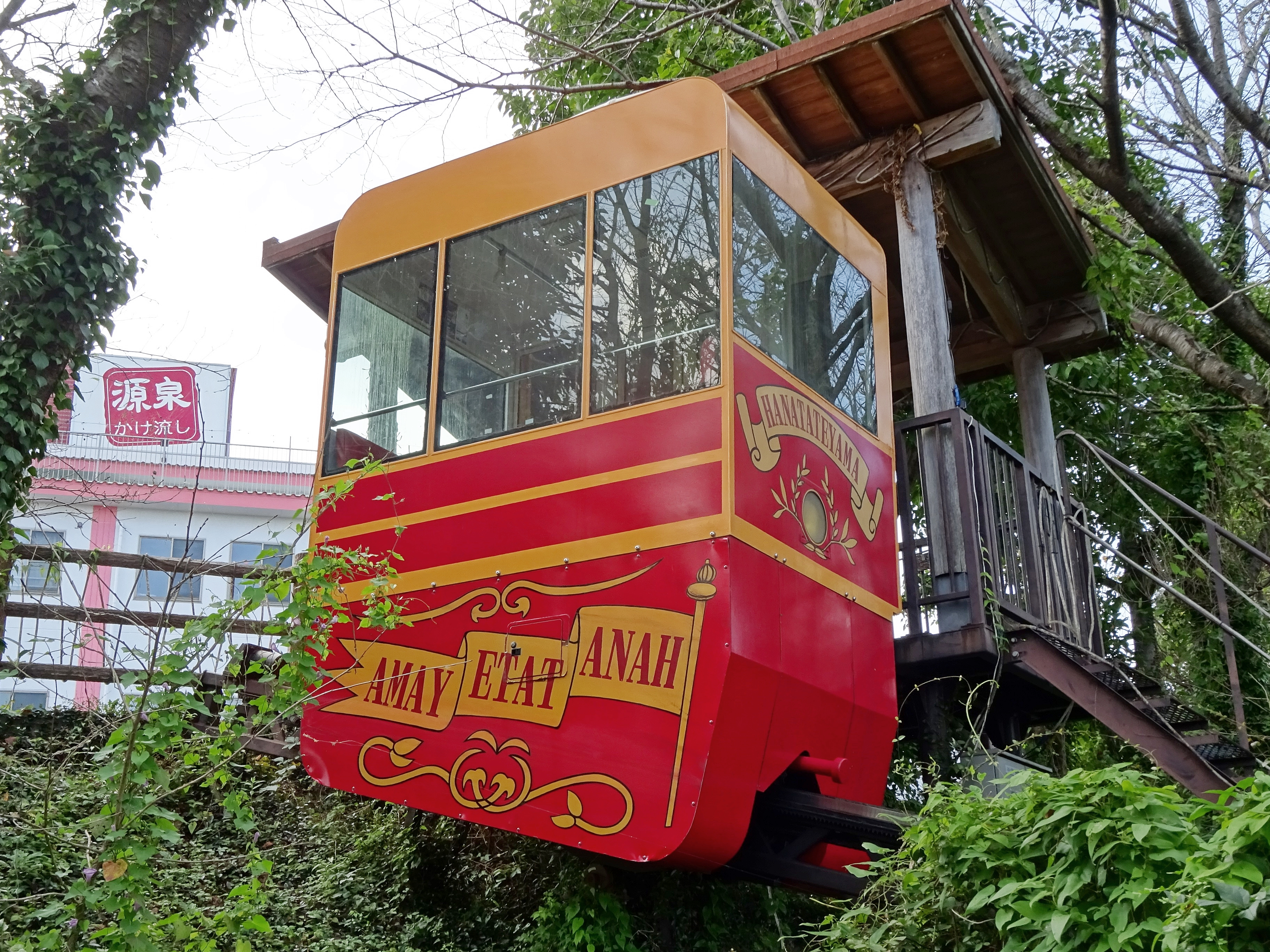
花立山温泉のスロープカー（福岡県筑前町）

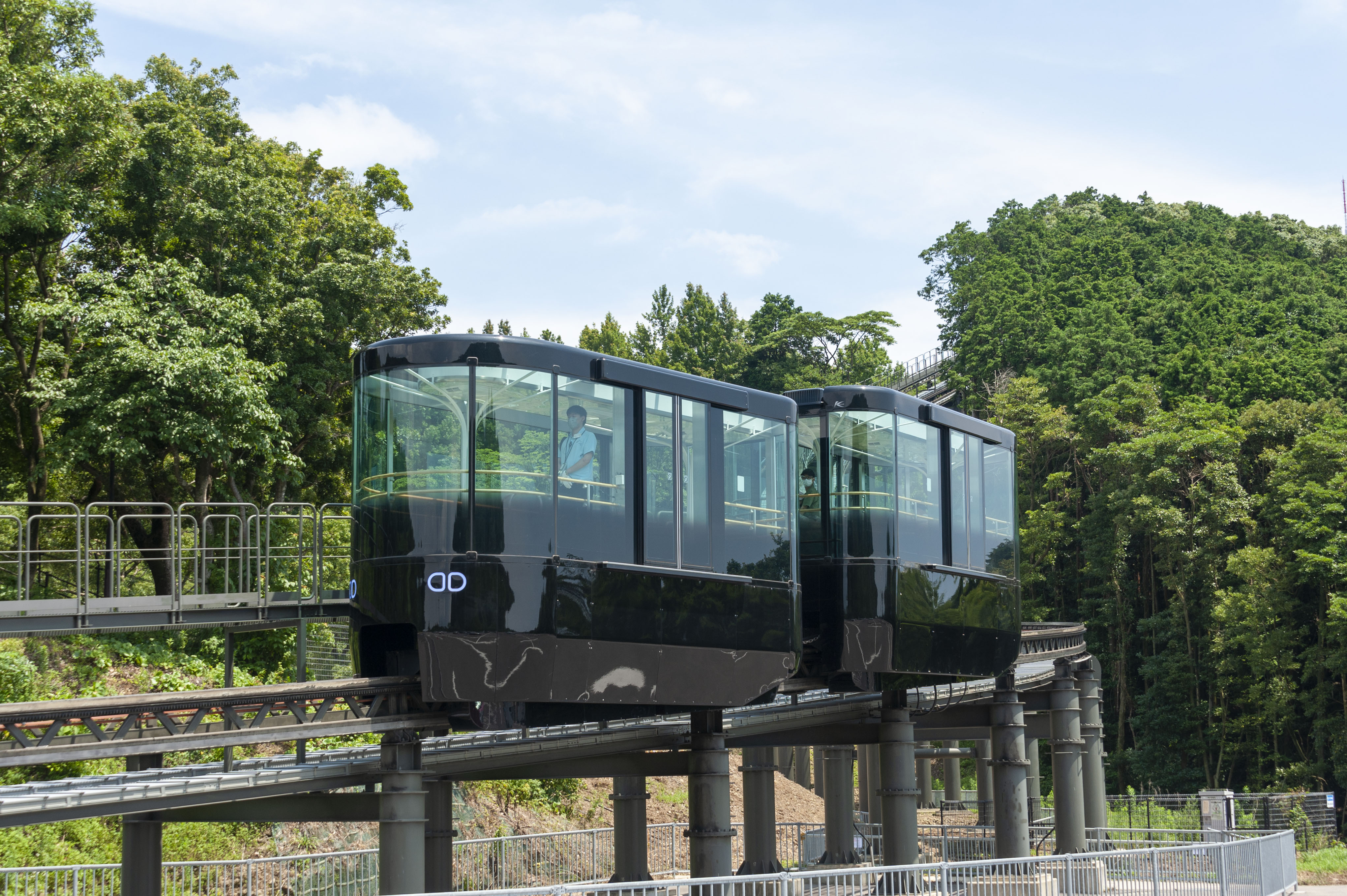
稲佐山スロープカー（長崎県長崎市）

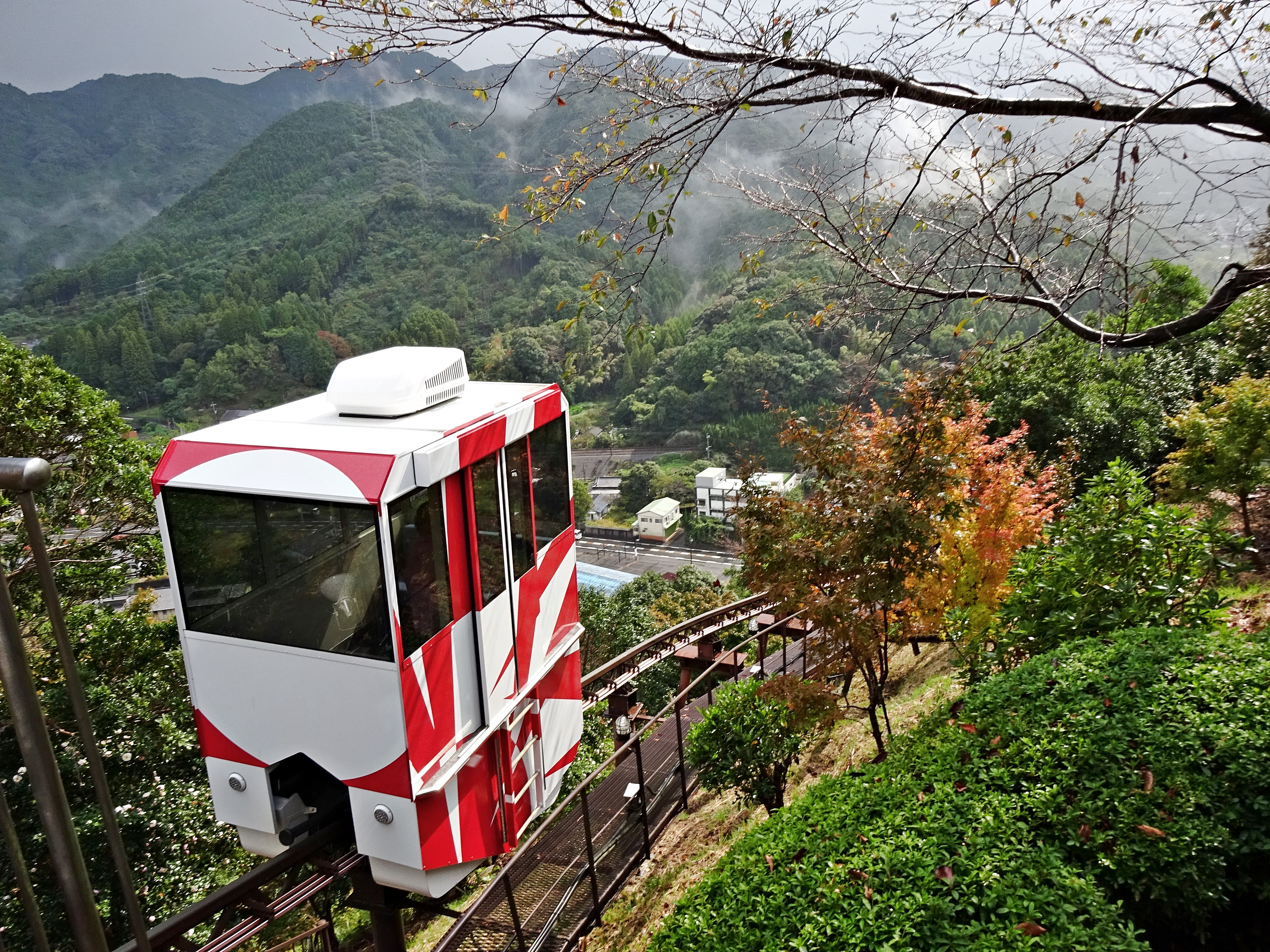
つなぎ美術館のスロープカー（熊本県津奈木町）

スロープカーは、株式会社嘉穂製作所が開発・製作している跨座式・懸垂式のモノレール車両で、同社の登録商標（第5633935号）である。
現在供用されているものは全て、日本の法律上はエレベーターに分類されており（斜行エレベーターの一種）、鉄道事業法や軌道法に基づく許認可を受けた路線はない。

## 概要

### 用途
施設敷地の入口（門など）から建物の玄関口までの間に急な坂道や階段がある場合に、地形的に健常者でも歩行困難な2点間を連絡する目的で設置される。また、歩行困難な高齢者や車椅子利用者の輸送を目的としたバリアフリー対策として導入されるケースがある。一部の施設は呼び出し時間も含め、走行速度が遅く、健常者であればスロープカーに乗るより歩いた方が施設内の目的地に早く到着する場合がある。

### 構造
エレベーターのように、利用者のボタン操作で自動的に作動し目的地で停止するため、基本運転者は不要である。車体長さ3メートル程度で定員2 - 8名のものと、車体長さ6メートル程度で定員30名程度のものがあり、2両編成になっている施設がある。なお、防犯や観光案内のため添乗員が運転操作する施設もある。
鉄道車両としてのモノレールはコンクリートのレールの上をゴムタイヤで走るものが多いが、エレベーターとしてのスロープカーは鋼製のラックレールと車体に取り付けられた歯車の組み合わせで坂を登っていく。これにより、最大45度（1000‰）の登坂が可能である。主電動機はかご形三相誘導電動機が使用され、VVVFインバータ制御で速度制御を行う。いずれも走行機器類は安川電機製である。
車体支持部に車両床面水平自動制御装置を装備し、レールの勾配が変化しても常に車体の水平を保つように制御されている車両もある。

## 導入例

### 日本国内
一般的な利用が可能なもの
（赤文字は導入したスロープカーを廃止・休止した施設）。特記以外は1両単行タイプ。
- 北海道
  - 留寿都村 - ルスツリゾートモノレール（3両編成）
  - 仁木町 - 農村公園フルーツパークにき
- 青森県深浦町 - ウェスパ椿山（2両編成・閉館に伴い運用休止中・レール／車両は現存）
- 宮城県
  - 仙台市青葉区 - 佛國寺（愛子大仏）「ナムナム号」
  - 気仙沼市 - 亀山展望台（2両編成、2026年度新設予定[1]）
  - 柴田町 -  船岡城址公園（2両編成・機器故障のため2024年夏より運休[注釈 1][2]、車両設備更新を経て、2027年11月再開見込み）
- 秋田県湯沢市 - 稲庭城[3]
- 栃木県
  - 那須塩原市 - 共立リゾート 塩の湯温泉 蓮月（単線並列）
  - 日光市 - 星野リゾート 界 鬼怒川
- 群馬県川場村 - 川場温泉 悠湯里庵
- 千葉県鎌ケ谷市 - 弥生の里
- 東京都
  - 北区 - 飛鳥山公園 あすかパークレール「アスカルゴ」
  - 台東区 - 本龍院「さくらレール」
  - 町田市 - 廣慶寺
- 神奈川県
  - 横浜市南区 - 南の丘メモリアルパーク
  - 横浜市戸塚区 - 倫勝寺「りんりんモノレール」
  - 横浜市港南区 - 貞昌院「まいれ～る」
  - 鎌倉市 - 松久寺
  - 箱根町 - ホテルはつはな
  - 箱根町 - エスパシオ 箱根迎賓館 麟鳳亀龍（2両編成）[注釈 2]。対星館「渓谷電車」（2013年休止）の既存設備更新。
- 新潟県魚沼市 - 奥只見ダム「奥只見スロープカー」（2両編成）
- 富山県富山市 - 信行寺「かりがね号」
- 福井県敦賀市 -  中池見湿地（経費削減のため2020年4月より休止、レール／車両は現存）[4]
- 山梨県
  - 北杜市 - 南八ヶ岳花の森公園「こいのぼり号」
  - 身延町 - 久遠寺（単線並列）
- 長野県
  - 長野市 - 茶臼山動物園
  - 軽井沢町 - プリンスバケーションクラブ ヴィラ軽井沢浅間
- 岐阜県
  - 関市 - 岐阜県百年公園「らくらく号」（岐阜県博物館アクセス）
  - 高山市 -  飛騨高山まつりの森（茶の湯の森アクセス）
  - 高山市 - 穂高荘山のホテル「湯めぐり号」
- 静岡県
  - 富士市 - 富士山こどもの国
  - 東伊豆町 - 御宿 風月無辺
  - 焼津市 - 焼津グランドホテル
  - 袋井市 - 小笠山総合運動公園「ECOPA」（機器故障のため2023年より当面運休）
  - 浜松市中央区 - 浜松市フラワーパーク
- 愛知県
  - 西尾市 - 吉良かん（旧吉良観光ホテル・休業を経て2023年閉業・レール／車両は現存）
  - 犬山市 - 寂光院「やすらぎ号」
  - 長久手市 - モリコロパーク
  - 長久手市 - ジブリパーク「どんどこ号」

上記スロープカー2路線は「愛・地球博記念公園」敷地内に所在。
- 京都府
  - 京都市北区 - ホテルハーヴェスト京都鷹峰
  - 京都市東山区 - 佛光寺本廟
  - 宮津市 - 天橋立ビューランド（2両編成）
- 大阪府
  - 東大阪市 - 生駒山上遊園地「DONDONどんぐリス」（2両編成）
- 兵庫県
  - 三田市 - 三田天然温泉寿ノ湯「もーもー号」
  - 姫路市 - 太陽公園 （白鳥城へのアクセス・2両編成）
  - 宍粟市 - 兵庫県立国見の森公園森林学習軌道（「はばタン号」（山側）「しーたん号」（谷側）による2両編成）
  - 篠山市 - 草山温泉「観音号」（大谷西紀記念館アクセス）
  - 淡路市 - ジャパンフローラ2000（淡路花博・高速バス停から会場までのアクセス・期間限定・2両編成）[注釈 3]
- 奈良県
  - 三郷町 - 竜の子霊園
  - 天川村 - 面不動鍾乳洞（4両編成）[注釈 4]
- 山口県萩市 - 源泉の宿 萩本陣「奥萩モノレール」3路線
- 徳島県
  - 鳴門市 - 鳴門市観光コンベンション（高速鳴門バスストップ）「すろっぴー」
  - 三好市 - イカワＸパーク（ゾーブ用・2014年度廃止・荷物車含む2両編成・レール／車両は現存）
- 香川県直島町 - ベネッセハウスオーバル
- 愛媛県
  - 今治市 - 桜井総合公園「湯ノ浦号」（荷物車含む2両編成・2022年度末廃止・車両撤去済み）
  - 愛南町 - 南レク松軒山公園（荷物車含む2両編成・機器故障のため2023年11月より当面運休）
- 福岡県
  - 北九州市門司区 - 本正寺
  - 北九州市八幡東区 - 皿倉山スロープカー
  - 飯塚市 - サンビレッジ茜
  - 福岡市中央区 - 福岡市動植物園（単線並列）
  - 久留米市 - 高良大社
  - 添田町 - 英彦山花園スロープカー（単線並列）
  - 添田町 - 添田公園（廃止・レール／車両は現存）
  - 筑前町 - 花立山温泉
- 佐賀県
  - 多久市 - 常應寺（2013年廃止）
  - 多久市 - スパ・リゾートゆうらく（2007年廃止）
  - 武雄市 - 武雄市保養公園「SKYBUSのぼるくん」（2014年廃止・2両編成）
- 長崎県
  - 長崎市 - 稲佐山公園（単線並列・2両編成）
  - 長崎市 - 長崎県亜熱帯植物園（汽車を模したモノレールタイプ、動力車1両含む8両編成・2017年廃止）
  - 佐世保市 - 西海橋遊園地水族館（西海橋ビューロッジ、西海橋コラゾンホテルを経て、現・TAOYA西海橋）
  - 諫早市 - 山茶花高原ピクニックパーク（2022年より設備改修のため当面運休）2路線（各線2両編成）
  - 松浦市 -  鷹島モンゴル村「ナルラグ号」（2016年11月廃止・レール／車両は現存）
  - 長与町 - 中尾城公園
- 熊本県
  - 熊本市南区 - 熊本光洋台病院（熊本地震 (2016年)以降休止、2路線（2024年設備撤去））
  - 上天草市 - 松島温泉旅館海の都「らくらく号」（2020年故障により以降休止）
  - 南小国町 - 天河山荘
  - 芦北町 - 芦北海浜総合公園 （ゾーブ用・2024年夏より南方路線を夏季限定運行[注釈 5]、2路線（各線荷物車含む2両編成）休止1、廃止1（荷物専用単行）、計3路線
  - 津奈木町 - 津奈木温泉「四季彩」
  - 津奈木町 - つなぎ美術館
- 大分県
  - 大分市 - 高崎山自然動物園「さるっこレール」（2両編成）
  - 宇佐市 - 宇佐神宮（車椅子とベビーカー優先）
  - 佐伯市 - 丹賀砲台園地「伊吹」（動力車含む2両編成）
- 宮崎県
  - 日南市 - サボテンハーブ園（2005年廃止）
  - 小林市 - コスモス牧場「コスモス号」（荷物車1両含む3両編成・2015年廃止）
- 鹿児島県
  - 霧島市 - 丸岡公園「宝くじ号」（機器故障のため2023年より当面運休）
  - 霧島市 - 星野リゾート 界 霧島
  - さつま町 - 観音滝公園「かじかくん」（廃止・レール／車両は現存）

その他、個人宅においても採用例がある。

#### 嘉穂製作所製の懸垂式スロープカー（スカイラック）
- 東京都
  - 八王子市 - 大蔵院
- 神奈川県
  - 厚木市 - 厚木霊園（3路線）
- 兵庫県
  - たつの市 - 徳行寺
- 長崎県

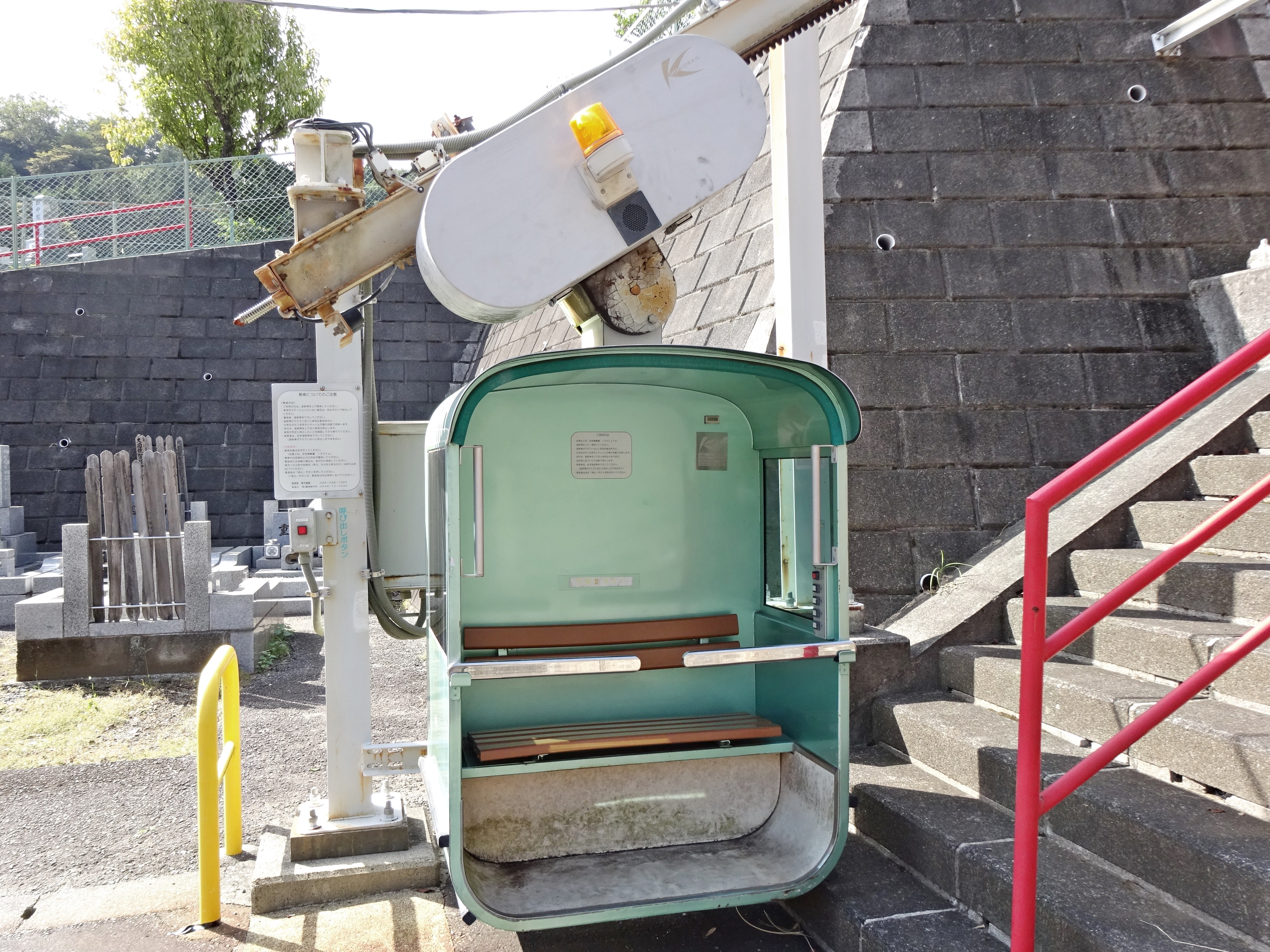
厚木霊園の墓参用懸垂式スロープカー（神奈川県厚木市）

  - 長崎市 - 斜面移送システム 「てんじんくん」「さくら号」「水鳥号」（3路線）

#### 嘉穂製作所製ケーブルカー
- 徳島県三好市 - ホテル祖谷温泉（下回りは東洋製作所製）

#### 関係者および、競技者・ゴルフプレイヤー・該当住民に利用が限られるスロープカー
- 北海道

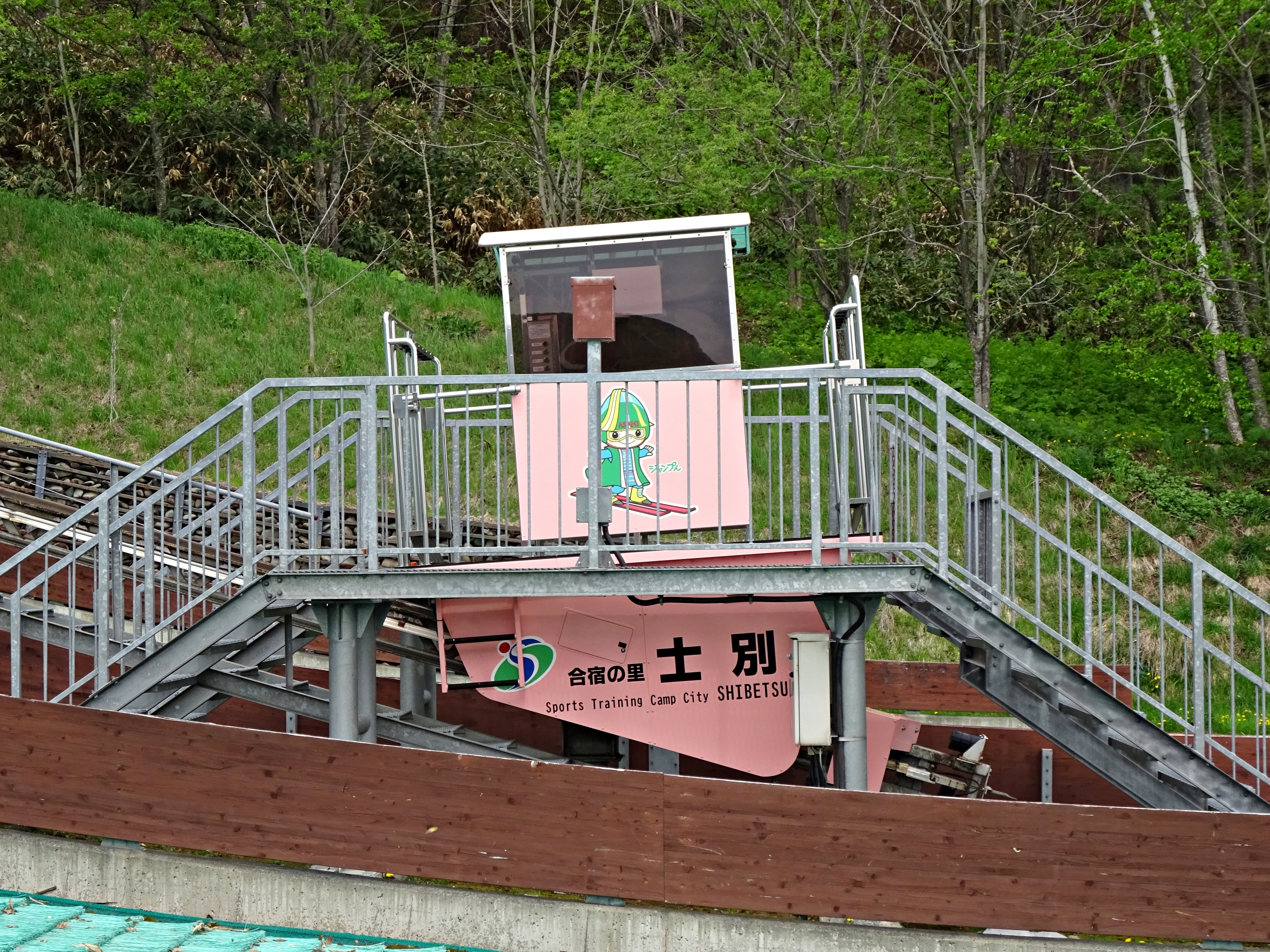
朝日三望台シャンツェのスロープカー（北海道士別市）

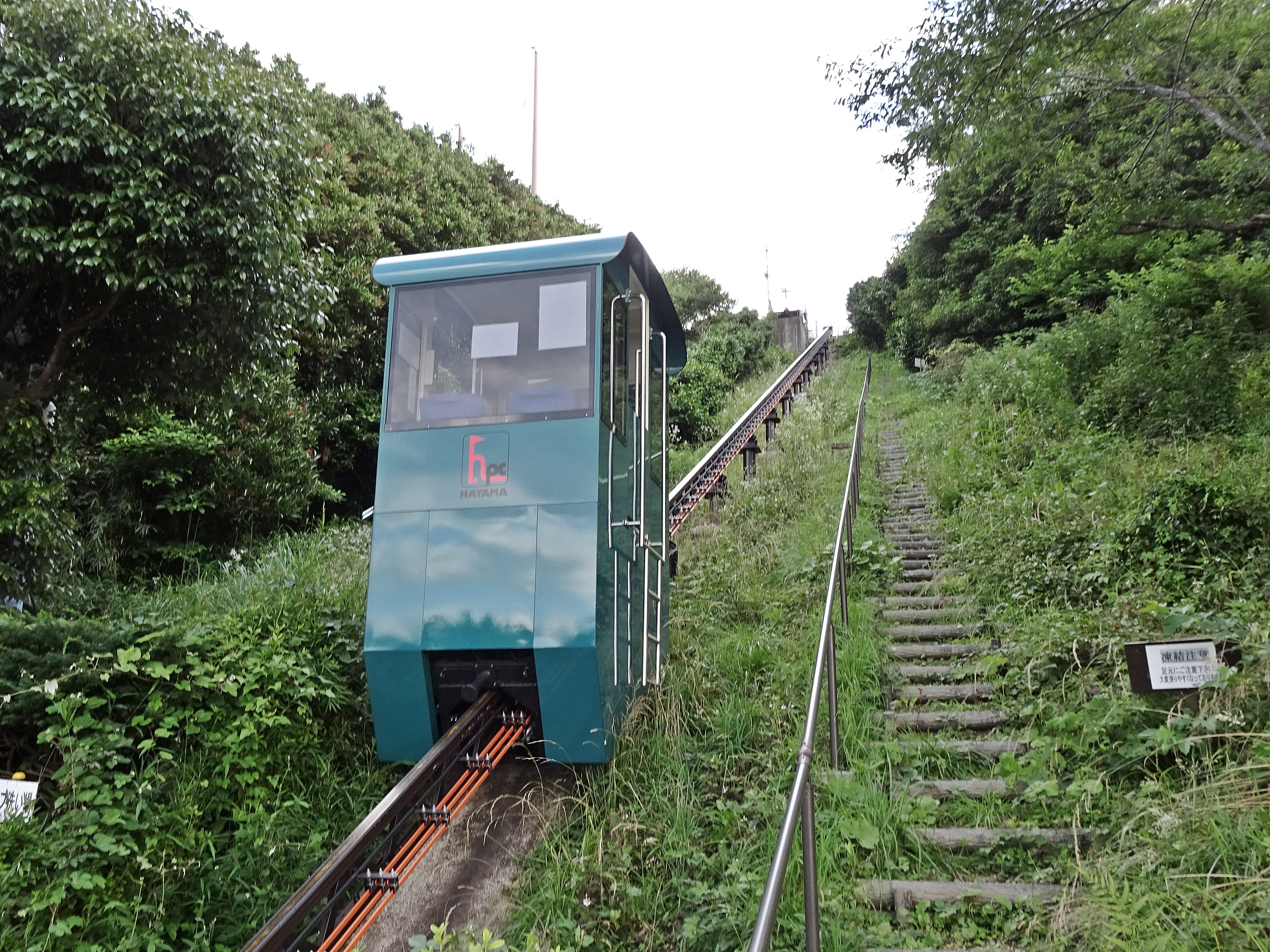
葉山パブリックゴルフコースのスロープカー（神奈川県葉山町）

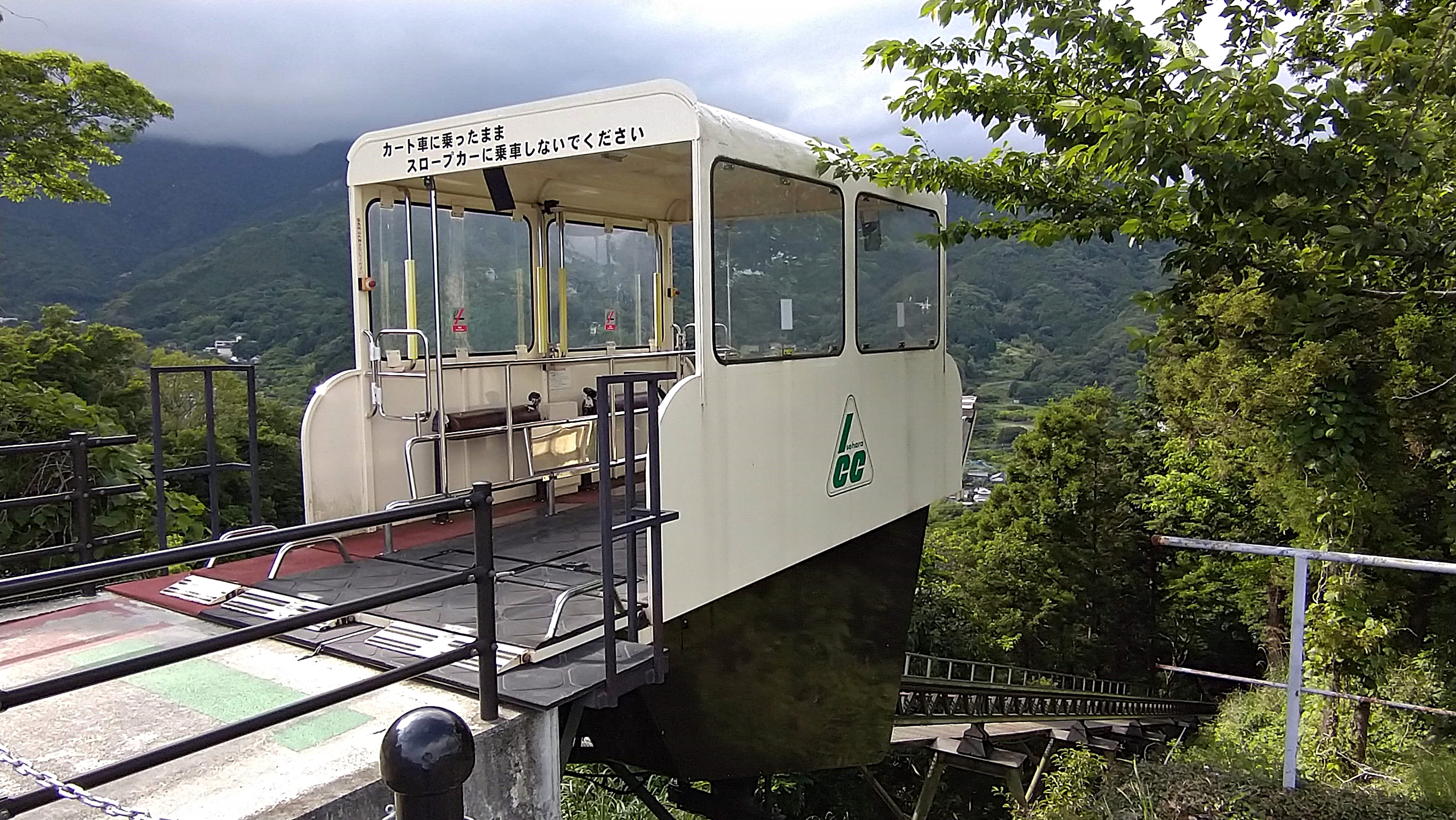
伊勢原カントリークラブのスロープカー（神奈川県伊勢原市）

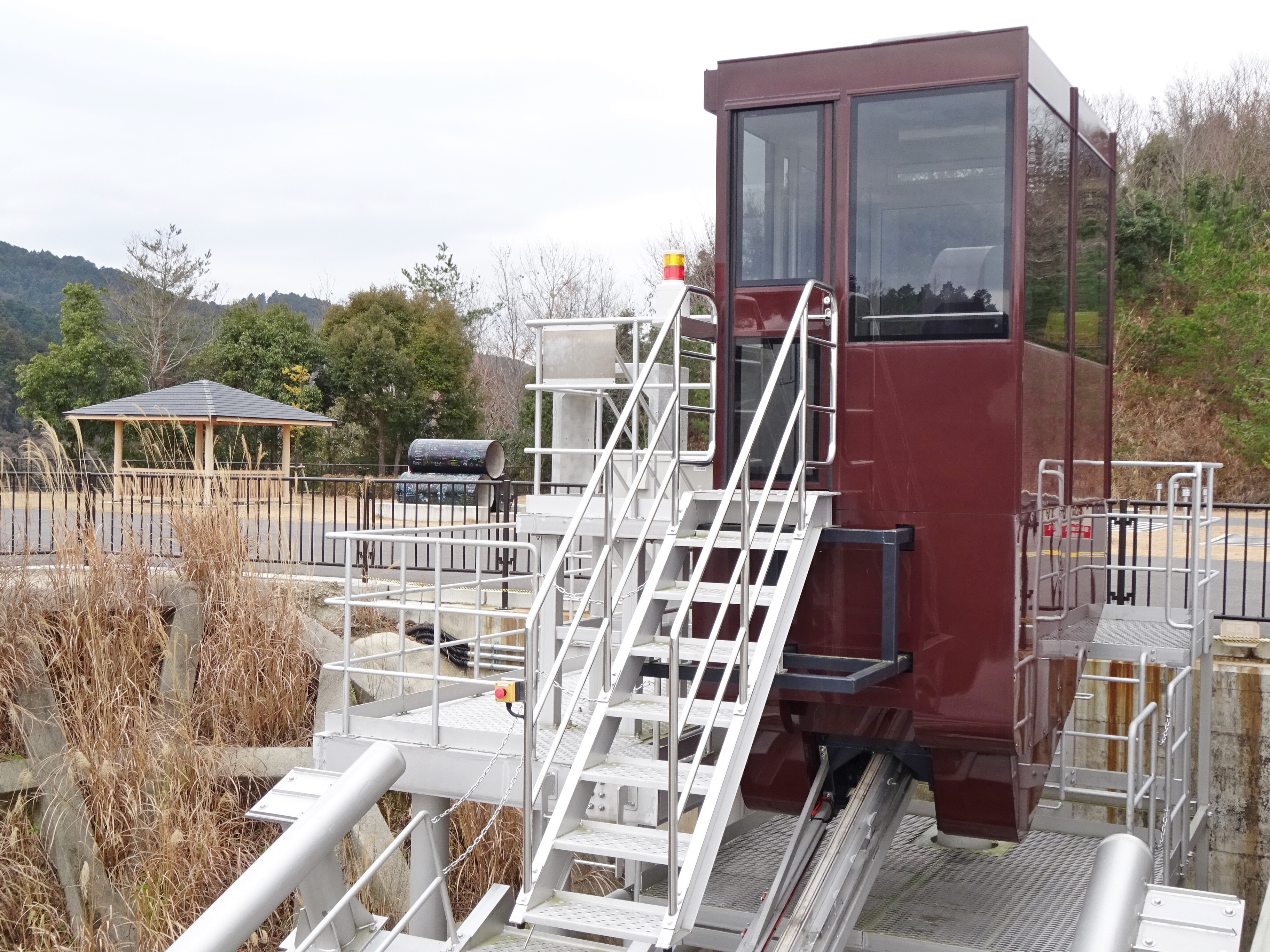
川上ダムのスロープカー（三重県伊賀市）

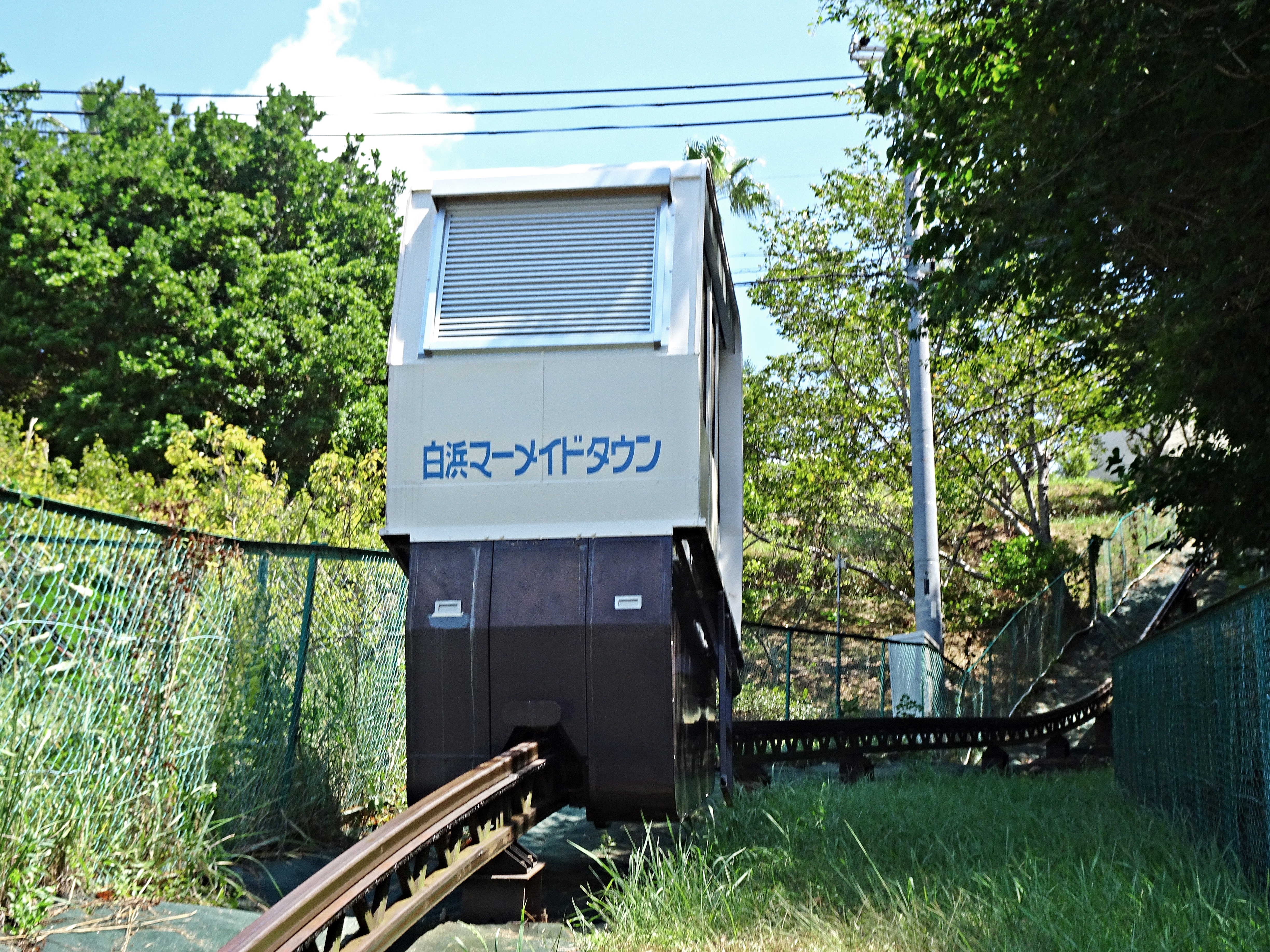
白浜マーメイドタウンのスロープカー（和歌山県白浜町）

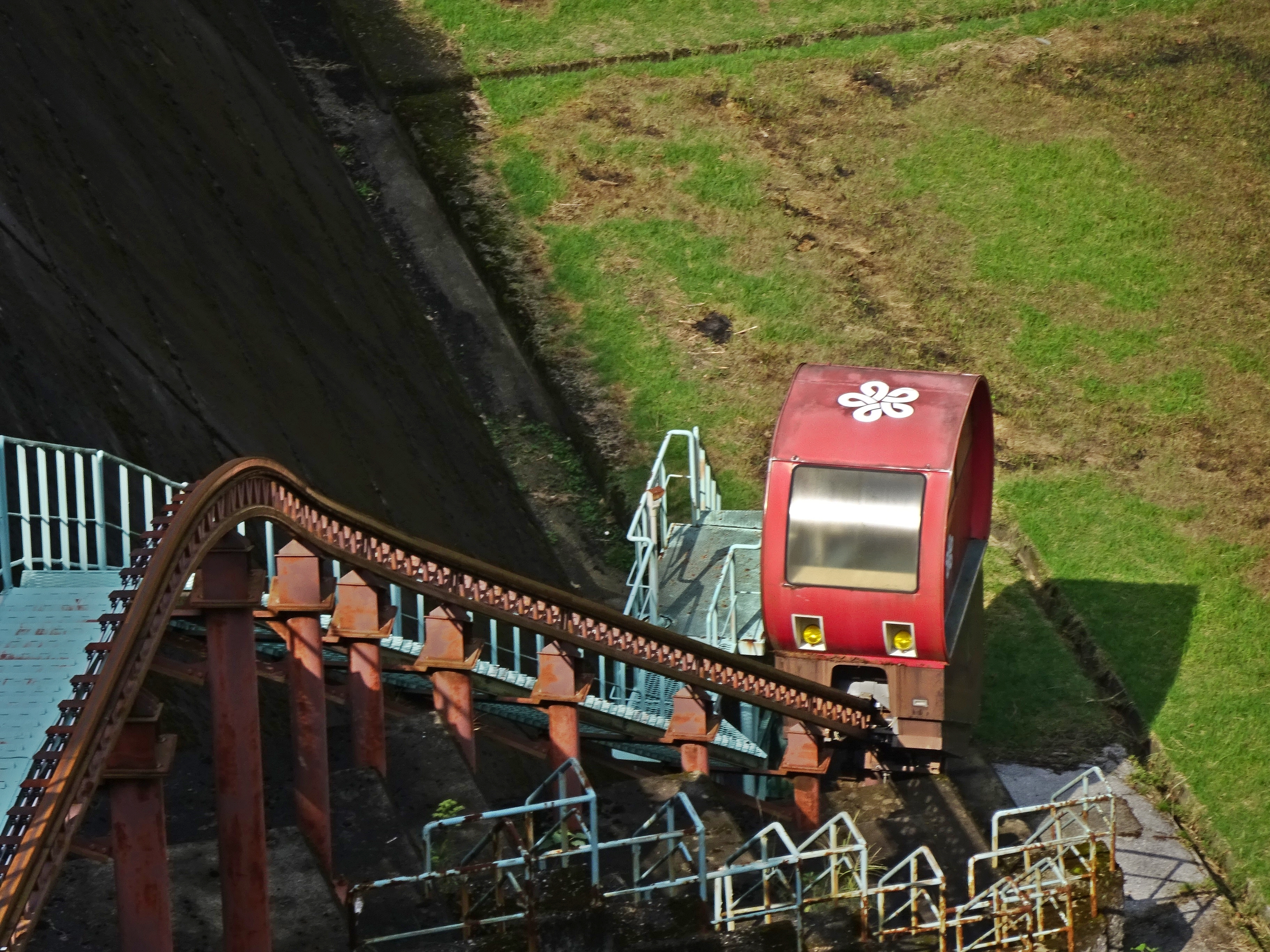
油木ダムのスロープカー（福岡県添田町）

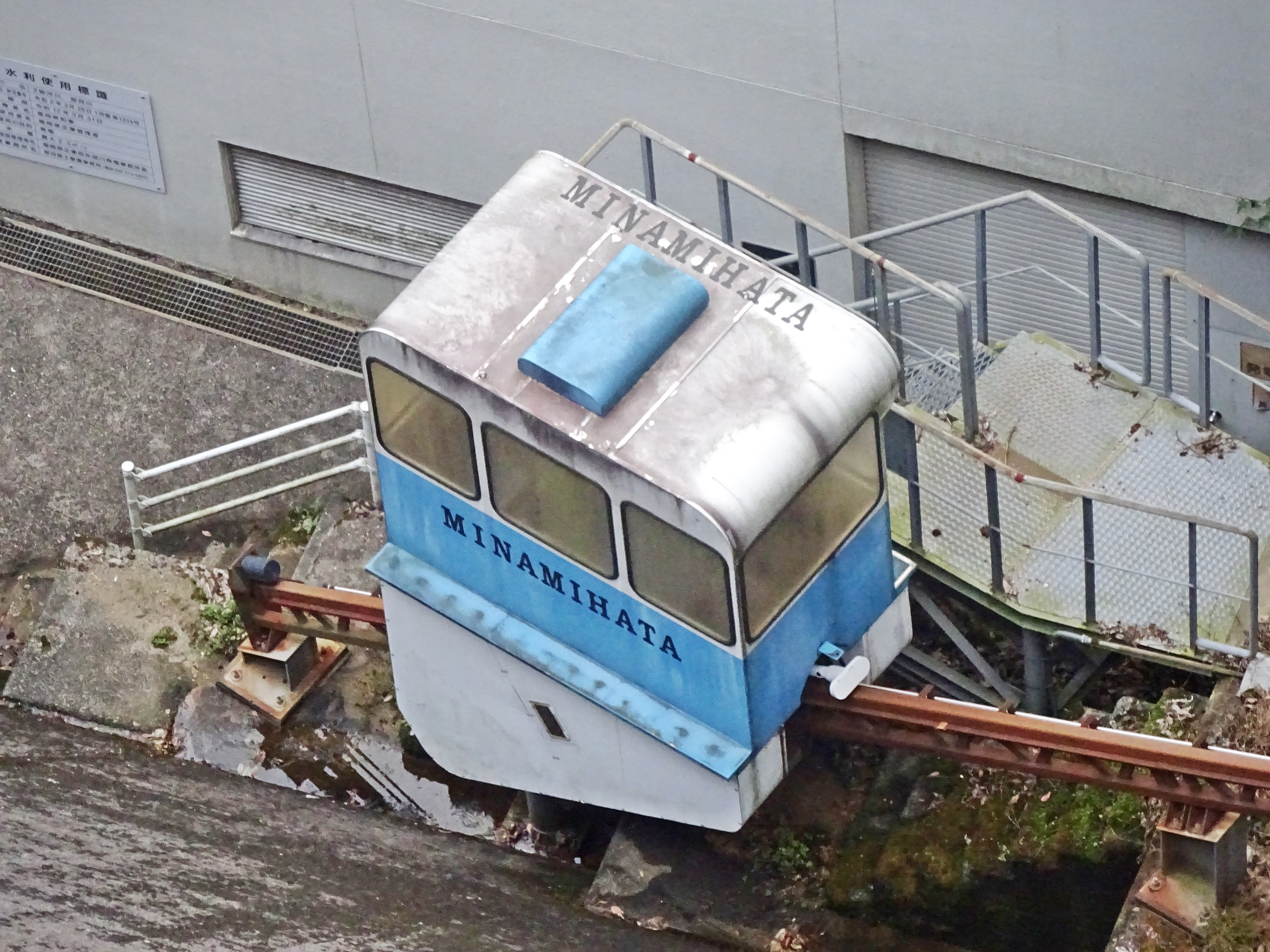
南畑ダムのスロープカー（福岡県那珂川市）

  - 士別市 - 朝日三望台シャンツェ（競技者用）
  - 札幌市中央区 - 荒井山シャンツェ（競技者用）
  - 余市町 - 竹鶴シャンツェ（競技者用）
- 岩手県
  - 釜石市 - 釜石鉱山「地底銀河鉄道はまゆり」（関係者用）
  - 八幡平市 - 岩手県営スキージャンプ場（競技者用）
- 宮城県大崎市 - 岩堂沢ダム（関係者用・堰体内懸垂式）
- 秋田県鹿角市 - 花輪スキー場アルパス（競技者用）
- 山形県
  - 山形市 - アリオンテック蔵王シャンツェ（競技者用・2両編成）
  - 尾花沢市 - 新鶴子ダム（関係者用・堰体内）
- 福島県西郷村 - グランディ那須白河ゴルフクラブ（プレイヤー用）
- 埼玉県秩父市 - 浦山ダム（関係者用・堰体内）2路線（左岸・右岸）
- 千葉県茂原市 - 真名カントリークラブ／ゲーリー・プレーヤーコース（プレイヤー用・荷物車含む2両編成）
- 神奈川県
  - 横浜市保土ケ谷区 - 日本キリスト教団上星川教会（関係者用）
  - 横須賀市 - 田浦梅の里（関係者2名・荷物車含む2両編成）
  - 葉山町 - 葉山国際カンツリー倶楽部（プレイヤー用）
  - 葉山町 - 葉山パブリックゴルフ（プレイヤー用）2路線
  - 伊勢原市 - 伊勢原カントリークラブ（プレイヤー用）2路線（内1路線カート積載タイプ）、休止1、廃止1、計4路線
- 福井県南越前町 - 桝谷ダム （関係者用・堰体内）
- 長野県
  - 上田市 - 上田短期大学（学内関係者用）
  - 飯山市 - 飯山シャンツェ（競技者用）
  - 野沢温泉村 - 野沢温泉シャンツェ（競技者用）
  - 大町市 - 七倉ダム（関係者用・堰体内）
- 静岡県浜松市天竜区 - 中部電力西渡発電所（荷物専用・動力車含む2両編成）
- 愛知県新城市 - 水資源機構明神無線中継所（関係者用・動力車1客車2荷物車1計4両編成）
- 三重県
  - 名張市 - 青蓮寺ダム「ドルフィン号」（関係者用）
  - 伊賀市 - 川上ダム（関係者用）
- 滋賀県大津市 - 皇子山カントリークラブ（プレイヤー用）3路線（内1路線2両編成）
- 京都府南山城村 - 高山ダム（関係者用）
- 大阪府四條畷市 - 大東市水道施設課東部第五配水場（荷物用）
- 奈良県下北山村 - ワールドレコード池原（荷物用・内燃機関付電動車1座席車1荷物車1計3両編成）[注釈 6]
- 和歌山県白浜町 - 白浜マーメイドタウン（団地住人専用）
- 福岡県
  - 北九州市若松区 - 若戸病院（老人施設入所者用）
  - 福岡市城南区 - 油山ゴルフクラブ（プレイヤー用）
  - 福岡市西区 - 玄界島荷物運搬施設（荷物専用・2005年廃止・施設撤去済）2路線
  - 宮若市 - ザ・クラシックゴルフ倶楽部（プレイヤー用）
  - 水巻町 - 福祉松快園（高齢者入居施設専用）
  - 添田町 - 油木ダム（関係者用）
  - 那珂川市 - 南畑ダム（関係者用）
- 佐賀県みやき町 - 山水カントリークラブ（プレイヤー用）2路線
- 長崎県
  - 長崎市 - パサージュ琴海アイランドゴルフクラブ（プレイヤー用、カート搭載タイプ）
  - 佐世保市 - 桧台団地（団地住人専用・2020年廃止）
  - 大村市 - 萱瀬ダム（関係者用・堰体内懸垂式）
- 熊本県益城町 - 熊本益城カントリー倶楽部（プレイヤー用、カート搭載タイプ）
- 大分県
  - 大分市 - ベイヒルビュー茶屋ヶ台（マンション住人専用）
  - 日田市 - 大山ダム （関係者用）
- 宮崎県
  - 延岡市 - ファーツリー･カントリークラブ（プレイヤー用）2路線
  - 都城市 - 天神ダム（関係者用・堰体内）
- 鹿児島県
  - 鹿児島市 - ガーデンサイト桜島「桜島号」（マンション住人専用・機器故障のため2022年より当面休止）
  - 曽於市 - 中岳ダム（関係者用・堰体内懸垂式）
- 沖縄県大宜味村 - 大保ダム（関係者用・堰体内懸垂式）

### 韓国

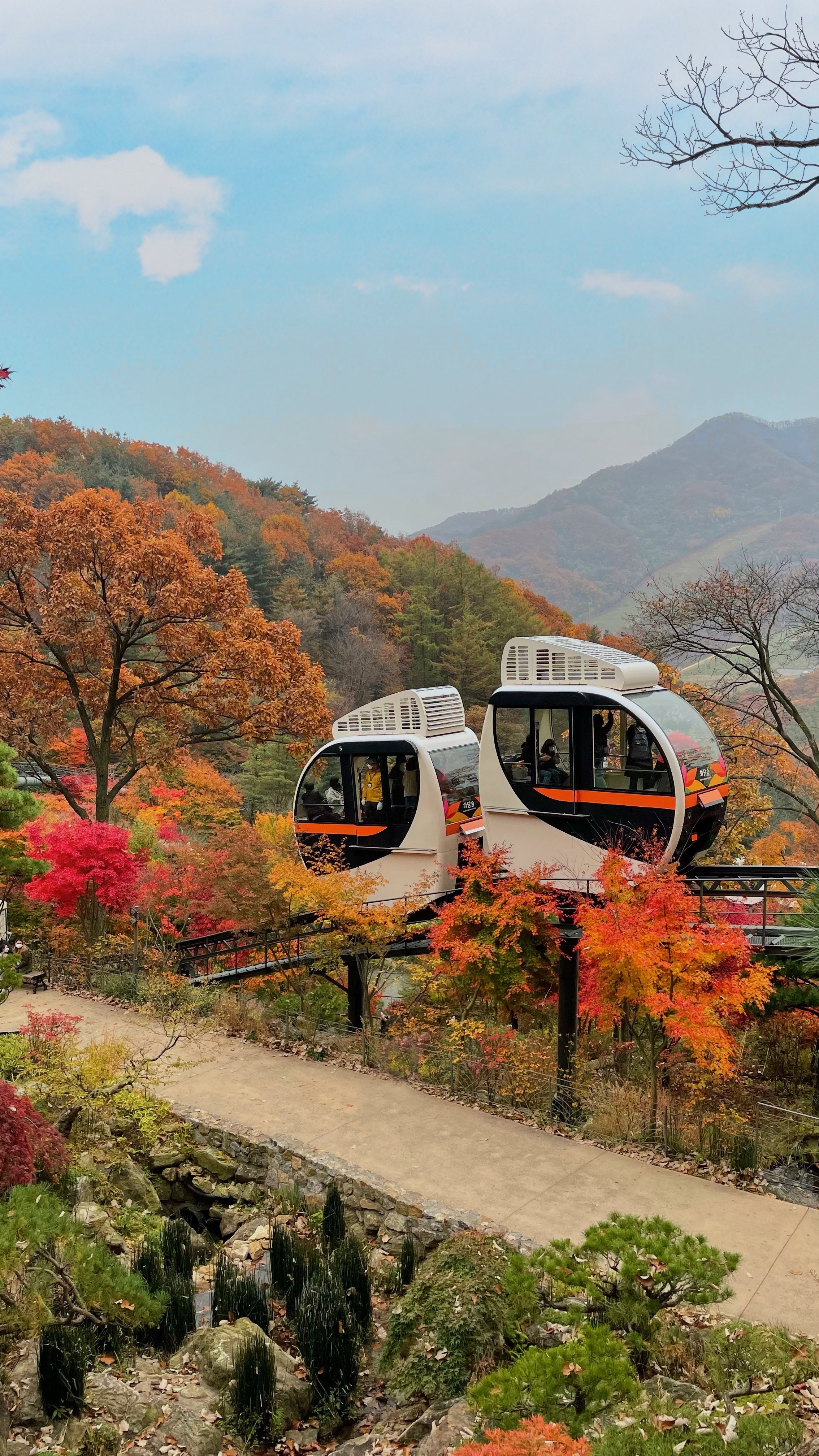
和談森のスロープカー（先代車両・広州市）

- ソウル特別市城東区 - 大峴山配水池公園モノレール（15人乗り）
- 釜山広域市
  - 中区 - 瀛州洞オルムキルモノレール（8人乗り）
  - 東区 - 草梁洞168階段モノレール（8人乗り）
  - 西区 - ソマン階段（懸垂式スカイラック）
  - 影島区 - 牧場園（8人乗り）
- 蔚山広域市南区 - 長生浦モノレール（9人乗り×1両単行6両稼働）
- 南楊州市 - 礼峯山観測基地（8人乗り×2両編成）
- 坡州市 - 烏頭山統一展望台（50人乗り×2両編成）
- 広州市 - 和談森（20人乗り×2両編成）
- 抱川市 - 抱川アートバレー（50人乗り×2両編成）
- 三陟市 - 幻仙窟モノレール（単線並列・40人乗り×2両編成）
- 三陟市 - 大金窟モノレール（30人乗り×3両編成）
- 洪川郡 - 加里山レーダー基地（4人乗り×2両編成）
- 平昌郡 - アルペンシアモノレール（20人乗り×2両編成）
- 旌善郡 - 古汗邑モノレール （12人乗り）
- 旌善郡 - 旌善花崗岩洞窟モノレール（30人乗り×3両編成）
- 鉄原郡 - 鉄原平和展望台（50人乗り×2両編成）
- 報恩郡 - 俗離山モノレール（20人乗り×2両編成）
- 丹陽郡 - 丹陽川駐車場（12人乗り）
- 礼山郡 - 礼唐湖モノレール（4人乗り×6両編成・2本レール式）
- 錦山郡 - 西台山レーダー基地（4人乗り×2両編成）
- 茂朱郡 - テコンドー公園（30人乗り×2両編成）
- 羅州市 - ピッカラム展望台モノレール（25人乗り）
- 求礼郡 - 生態の森（4人乗り×6両編成）
- 和順郡 - 母後山レーダー基地（5人乗り）
- 康津郡 - 駕牛島モノレール（30人乗り×2両編成）
- 海南郡 - 地の果てモノレール（20人乗り×2両編成）
- 莞島郡 - ワンドタワー（48人乗り）
- 永川市 - 普賢山モノレール（4人乗り×1両単行4両稼働）
- 鬱陵郡鬱陵島 - Teha 展望台（40人乗り×2両編成）
- 鬱陵郡鬱陵島 - 南西日没展望台（20人乗り）
- 咸陽郡 - 咸陽太鳳山スカイランド（8人乗り×1両単行13両稼働）
- 昌原市鎮海区 - 帝皇山公園（20人乗り×2両編成）
- 統営市 - 浴知島観光モノレール（8人乗り×1両単行8両稼働）
- 陜川郡 - 陜川庭園青瓦台セット（30人乗り×2両編成）